# Maison de Rubens
La Maison de Rubens en néerlandais la Rubenshuis, actuellement un musée, est l'ancienne demeure et l'atelier de Pierre Paul Rubens (1577-1640) à Anvers en Belgique. 

## Historique de l'habitation

### Durant la vie de Rubens
Un an après son mariage avec Isabella Brant en 1609, Rubens commença la construction d'un palais urbain à inspiration italienne sur la Vaartstraat (maintenant au 9-11 Wapper). Il dessina le bâtiment lui-même, se fondant sur des études de l'architecture des palais italiens de la Renaissance qui lui servirent également de base pour son Palazzi di Genova. On y retrouve sa maison, un atelier, un portique monumental et une cour intérieure. La cour s'ouvre sur un jardin baroque qu'il a également conçu.

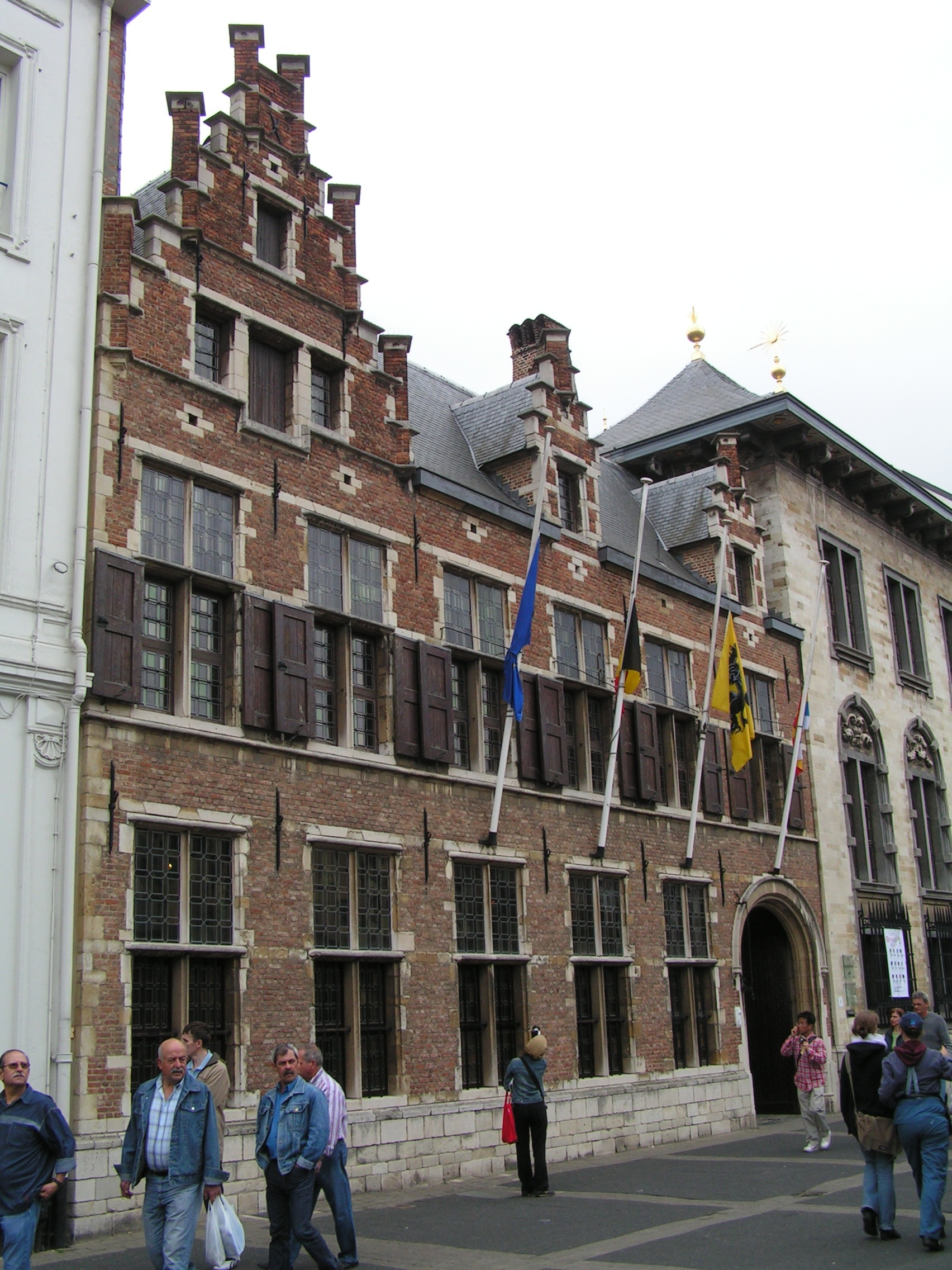
Vue extérieure, façade donnant sur la place du Wapper.

Dans l'atelier adjacent, Rubens et ses étudiants exécutèrent une grande partie des œuvres qui font la réputation du maître flamand. Il s'appuya sur ses étudiants et collaborateurs pour une grande partie du travail, mais garantissait lui-même la qualité et finissait souvent les peintures de sa propre main. Dans un atelier privé, il pratiquait son art sans l'assistance de ses étudiants ou collaborateurs.

### Après son décès
Le palais ne fut vendu qu'après sa mort. La municipalité d'Anvers l'acheta en 1937, et après une importante restauration, la « Rubenshuis » fut ouverte au public en 1946. Des dizaines de peintures et d'œuvres de Rubens et de ses contemporains ont trouvé leur place dans les différentes pièces de la demeure, tout comme des meubles d'époque, comme son Adam et Ève (1600) ou un autoportrait lorsqu'il était âgé d'environ 50 ans.
Le Rubenianum, un centre consacré à l'étude de Rubens, est situé dans un bâtiment à l'arrière du jardin.

## Le musée
Dans cette maison transformée en musée sont présentés des meubles et de nombreuses œuvres d'art qui y ont été rassemblés depuis 1946. Durant les premières années le musée s'est surtout consacré à l'acquisition de mobilier du XVIIe siècle. La collection d'œuvres d'art s'est, au fil du temps, progressivement enrichie non seulement de tableaux signés Rubens mais aussi de ceux de ses élèves ou d'œuvres ayant un lien manifeste avec le maître : portraits de ses connaissances ou œuvres de ses amis. 

### Rez-de-chaussée

#### Cuisine

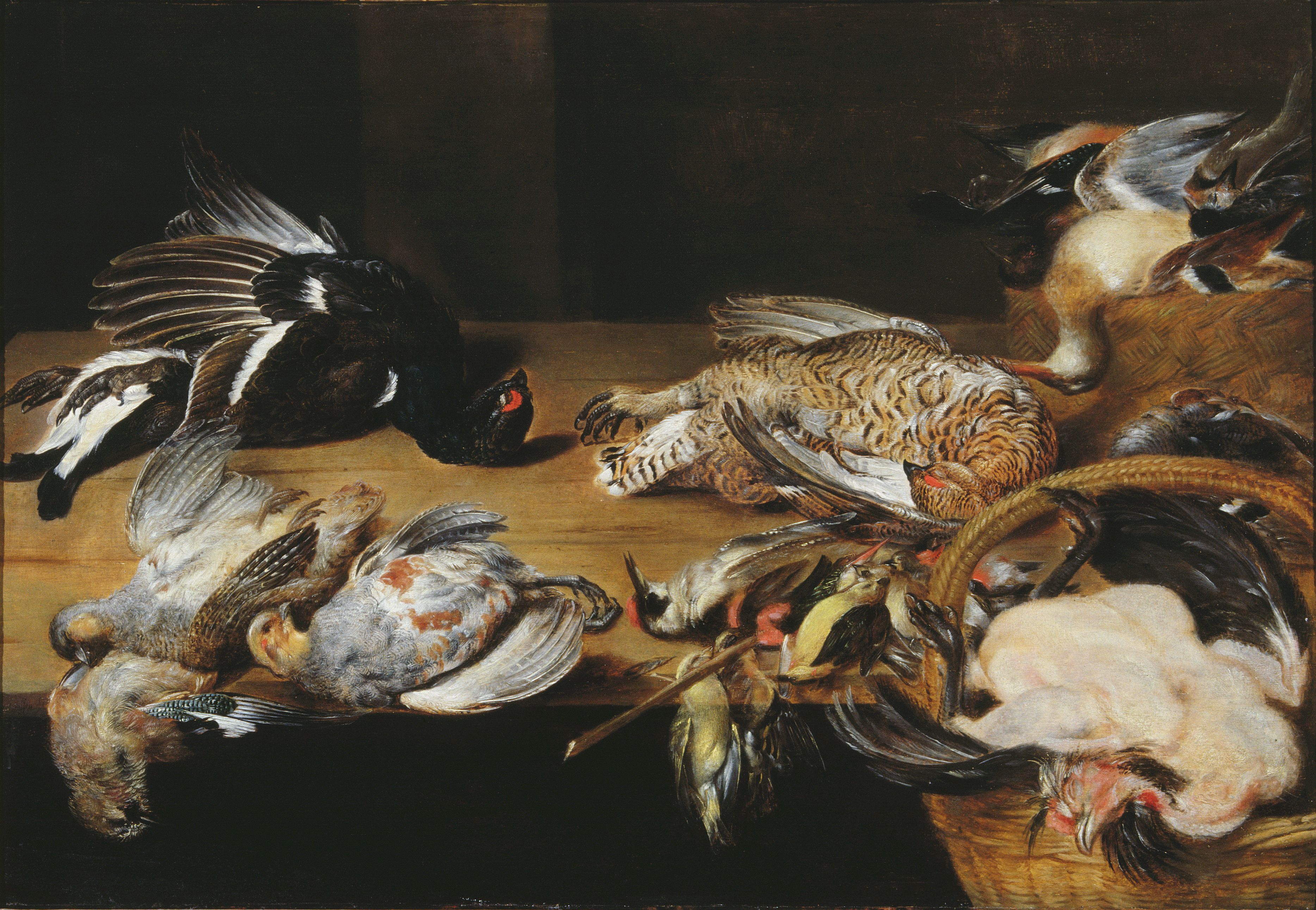
Nature morte aux oiseaux morts
Alexander Adriaenssen.

Dans cette cuisine se trouve une cheminée avec des crochets à viande et divers ustensiles de cuisine dont des cruches et récipients en majolique. au-dessus de la cheminée est accroché un tableau d'Alexander Adriaenssen, ami et voisin de Rubens, Nature morte aux oiseaux morts (nl). Plusieurs espèces d'oiseaux que l'on mangeait au XVIIe siècle sont représentées : deux coqs de bruyère, un mâle noir et blanc et une femelle marron, un canard, un martin-pêcheur, un étourneau, un couple de perdrix, un geai et divers petits oiseaux pris avec de la glu (on peut distinguer les petites branches enduites de cette colle).

#### Salle à manger
Au centre de cette pièce se trouve une table sur laquelle est posée une "tazza", bol en forme de soucoupe avec couvercle monté sur pied. La coupe en cuivre revêtu d'émail a été réalisée par le peintre et émailleur de Limoges, Pierre Courteys. Cet artiste y ayant apposé son monogramme P.C. laisse penser qu'il considérait cette pièce comme une œuvre d'art de qualité.
De part et d'autre d'une cheminée se trouve un meuble au-dessus duquel est accroché un tableau, chacun ayant été réalisé par un artiste ami de Rubens : 
- À gauche un tableau d'Alexander Adriaenssen représentant une Nature morte avec fruits, poissons, légumes et volaille
- À droite un tableau de Frans Snyders représentant une Nature morte avec gibier et fruits.

Sur les deux murs latéraux deux tableaux se font face :
- Le très célèbre autoportrait de Rubens daté de 1630, année du mariage de Rubens avec sa seconde femme, Hélène Fourment. Comparé à son contemporain Rembrandt, Rubens réalisa très peu d'autoportraits : Rubens en peignit quatre et Rembrandt une quarantaine. Les trois autres autoportraits de Rubens se trouvent à Florence, Vienne et dans la collection de la reine d'Angleterre. Il est probable que cet autoportrait servait de modèle aux assistants du maître[3].
- Le portrait d'une belle jeune femme qui est probablement Hélène Fourment, deuxième épouse de Rubens, qui avait seize ans à leur mariage en 1630 et qui lui donna cinq enfants. L'artiste qui réalisa ce tableau n'est pas connu[4].

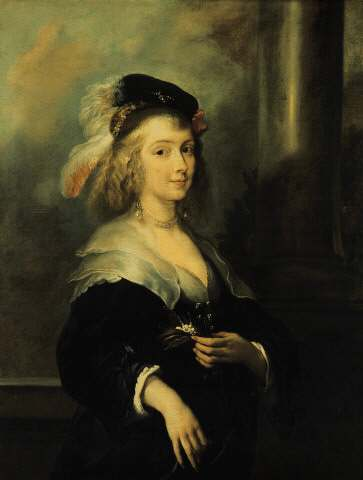
Hélène Fourment d’après Pierre Paul Rubens
Autoportrait de Rubens
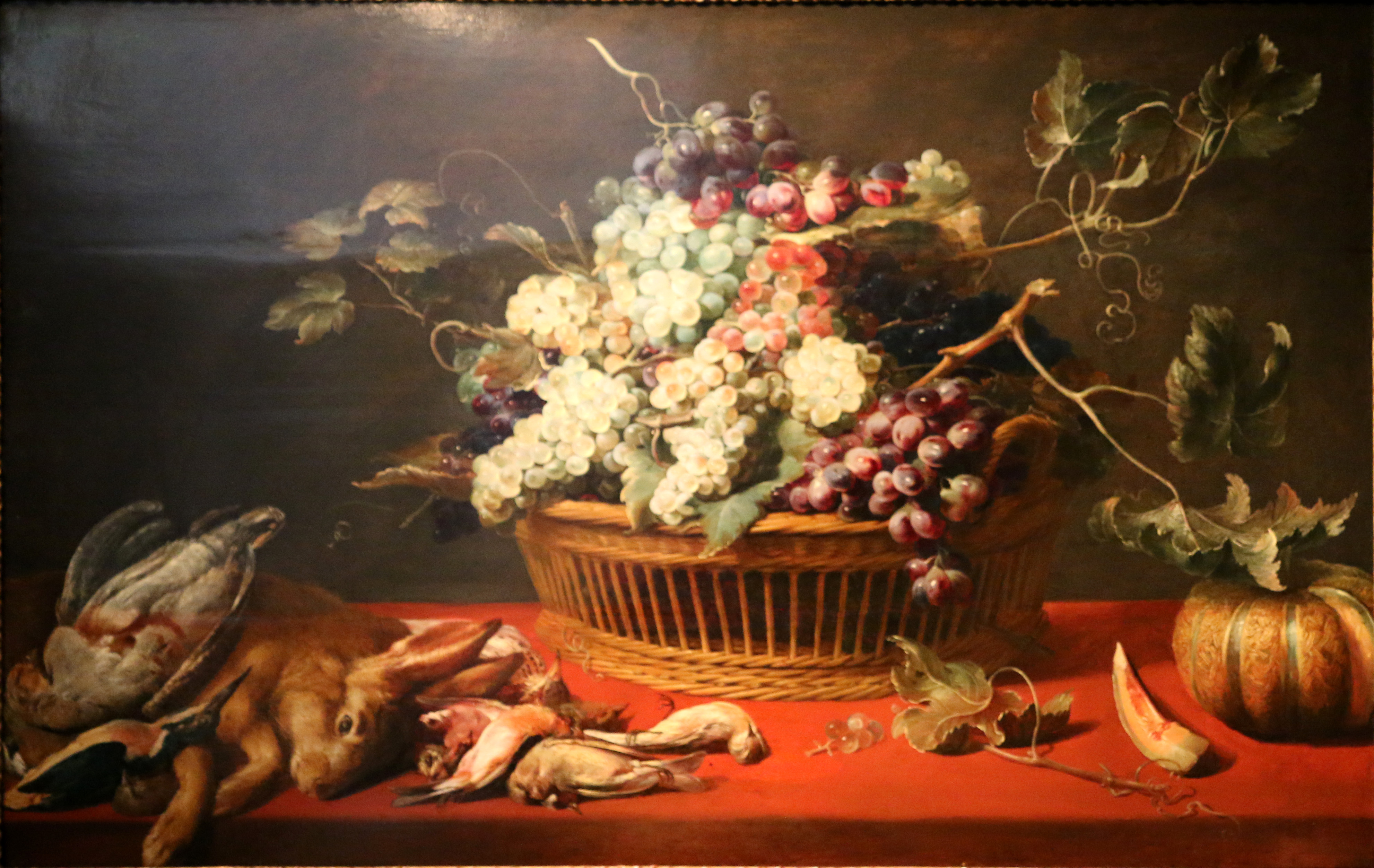
Nature morte avec gibiers et fruits Frans Snyders
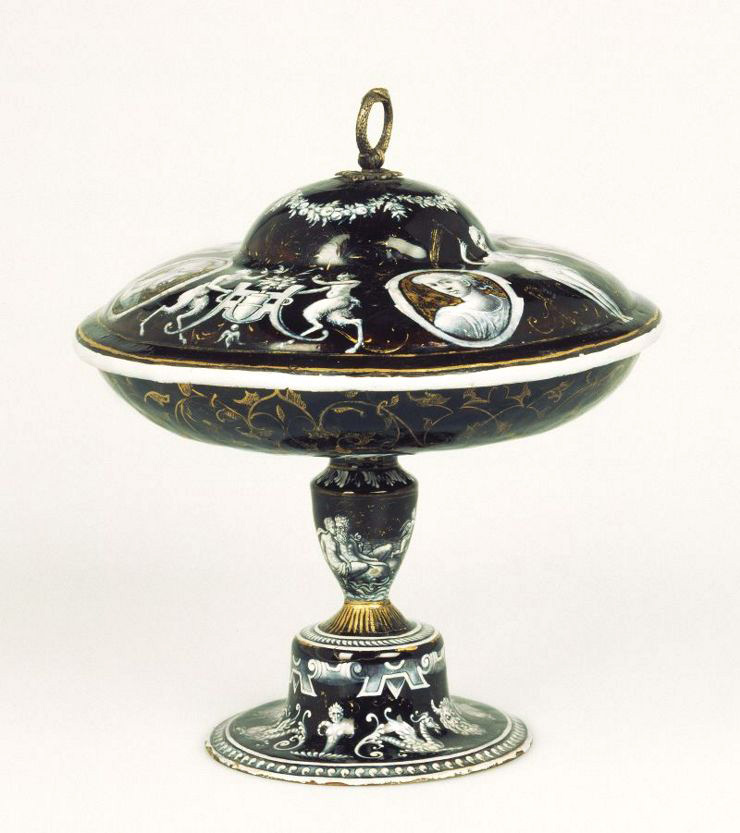
Tazza

#### Cabinet d'art
Comme il était d'usage parmi les riches bourgeois d'Anvers du début du XVIIe siècle, Rubens possédait une collection d'objets d'art et de tableaux qui était la plus riche de tout le pays. Elle comportait non seulement des tableaux de l'école italienne ou flamande, mais aussi des objets d'art et des sculptures qui étaient rassemblés pour l'essentiel  dans cette pièce. Pour illustrer cette passion de la collection d'objets d'art, un tableau de Willem van Haecht représentant la salle d'objets d'art de Cornélius van der Geest est exposé. Au premier plan du tableau le fier collectionneur montre une Madone à l'Enfant de Quentin Metsys à ses éminents hôtes ; on peut reconnaître l'archiduc Albert d'Autriche et l'archiduchesse Isabelle-Claire-Eugénie d'Autriche, Rubens et le roi de Pologne. Sur la quarantaine de tableaux représentés, vingt quatre œuvres sont actuellement connues.
Les autres tableaux principaux exposés dans cette salle sont :
- Rubens et son fils Albert par un artiste inconnu. C'est un des rares tableaux où figure une pièce de la collection de Rubens : il s'agit d'une statue romaine figurant Hecate triformis dont un moulage en plâtre est placé dans la pièce hémisphérique[5].
- Sainte Clara d'Assise par Rubens ; petite esquisse pour la réalisation d'un des plafonds des jésuites d'Anvers[6].
- Projet de pinacle pour le maître autel de l'église des jésuites d'Anvers par Rubens.
- La nativité par Aartgens[7].
- Portrait de Durer par un inconnu.

Les autres pièces de collection présentées sont :
- Cabinet en chêne recouvert d'ébène avec les faces des tiroirs peintes ainsi que le revers des portes et le couvercle[8].
- Une statuette en ivoire qui appartenait à Rubens et qui représente Adam et Ève sculptée par Georg Petel.
- Un buste d'Hercule en terre cuite sculpté par Lucas Faydherbe. Hercule est représenté revêtu de la peau du lion de Némée.
- Le buste d'un satyre attribué à Servaes Cardon (anciennement attribué à Lucas Faydherbe).
- Un cadran solaire en laiton de Jacobus de Succa.
- Une aiguière et son bassin en argent par Theodoor Rogiers.

Œeuvres présentées dans le cabinet d'art
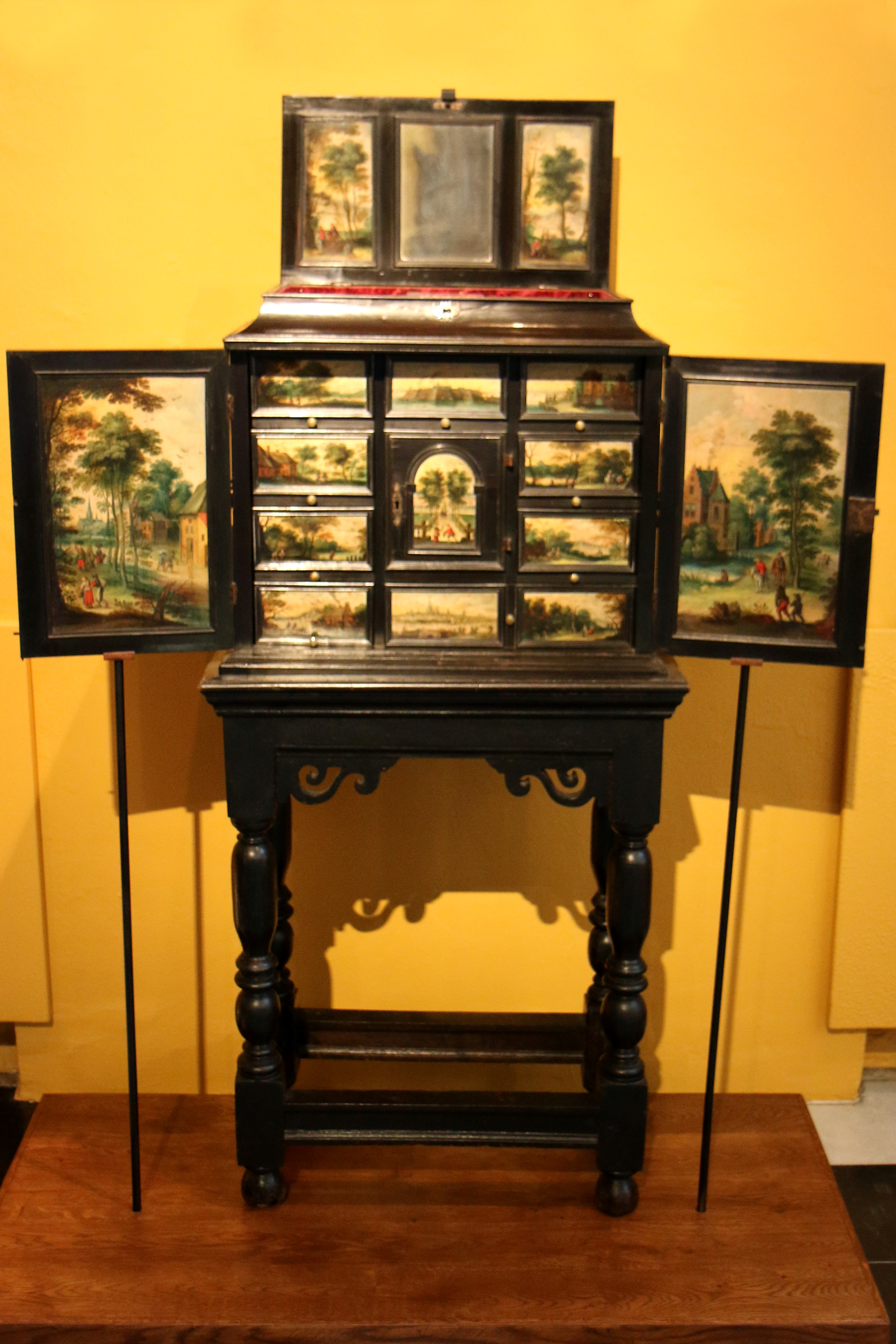
Cabinet d'art Chêne et ébène
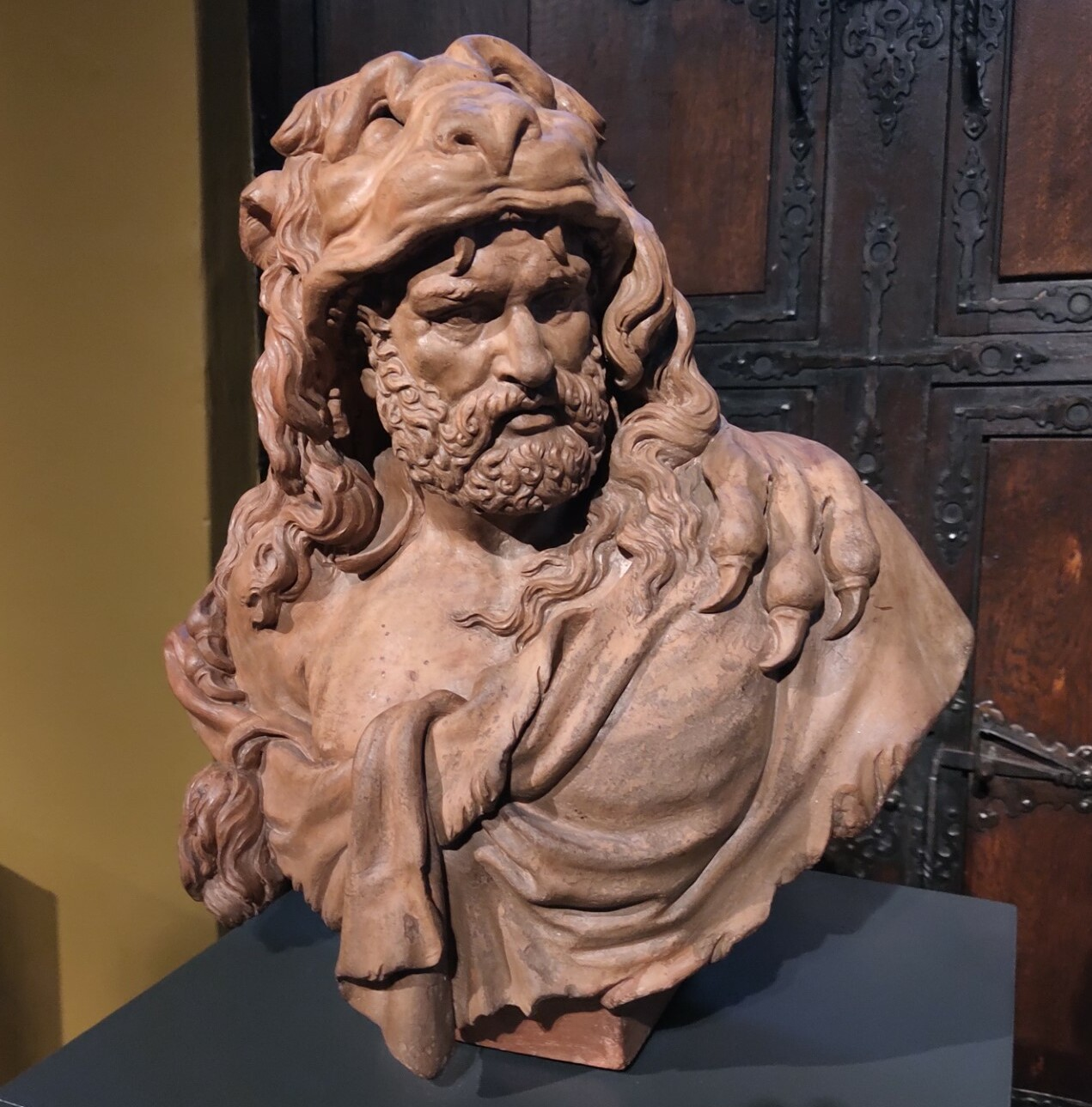
Hercule Terre cuite Lucas Faydherbe
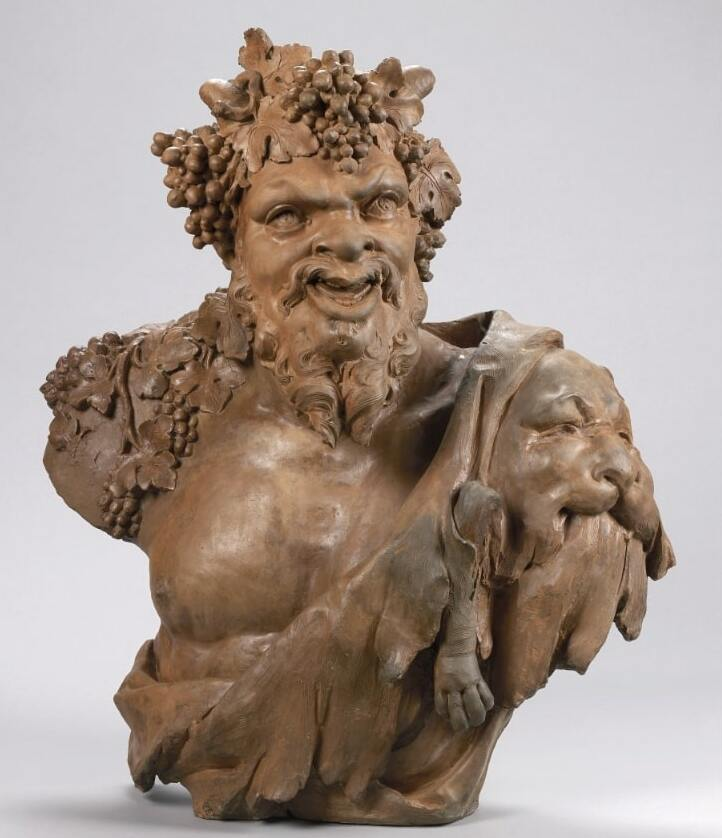
Satyre Terre cuite Attribué à Servaes Cardon (anciennement attribué à Lucas Faydherbe
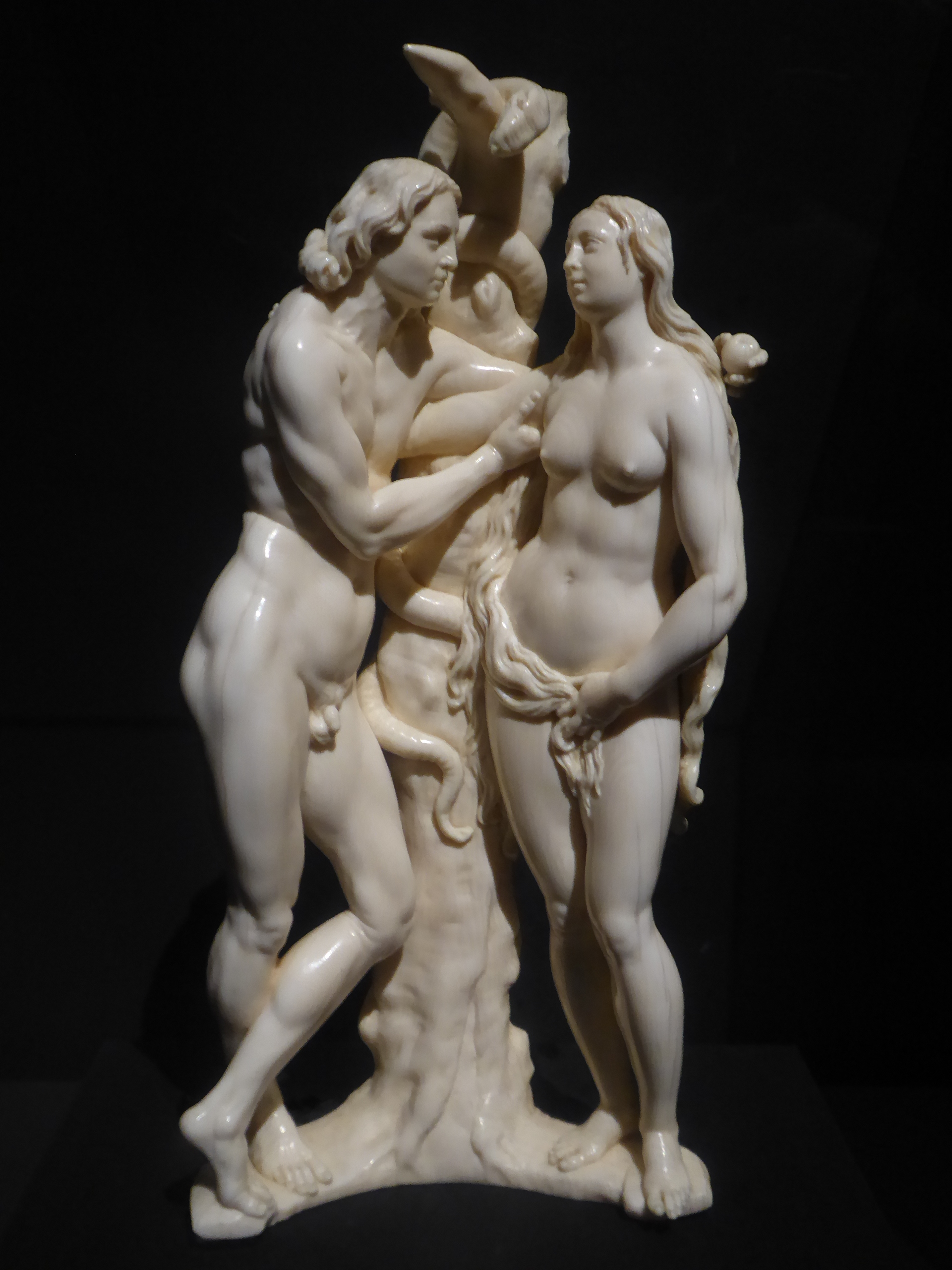
Adam et Ève Ivoire Georg Petel
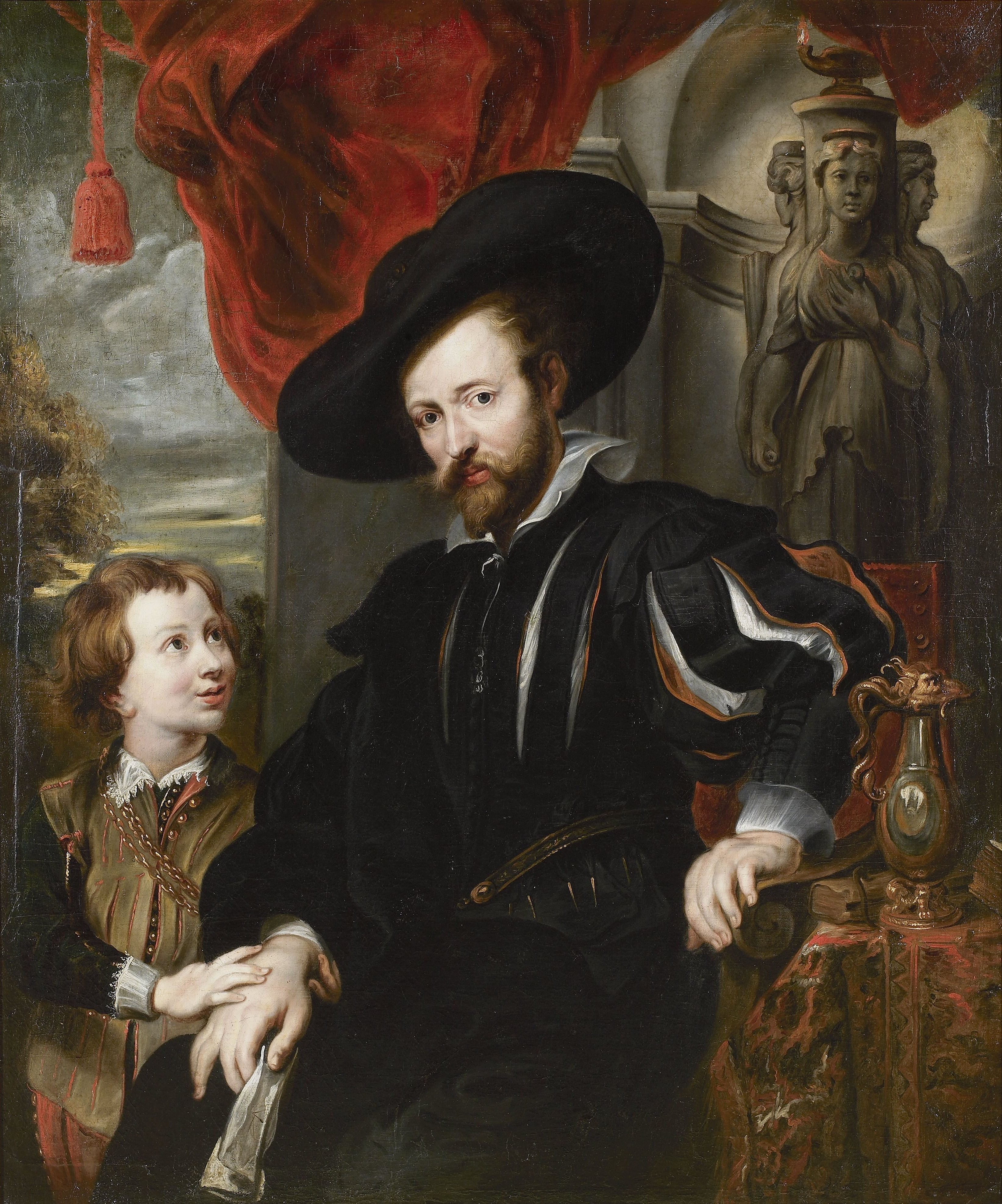
Rubens et son fils Albert

#### Pièce hémisphérique
Lorsqu'il rentre d'Italie en 1608, Rubens ramène un buste en marbre qui, croyait-on à l'époque, représentait Sénèque. Il reproduira ce buste dans plusieurs de ses œuvres. Ce n'est qu'en 1813 que le véritable portrait de Sénèque sera découvert. Dans cette pièce sont rassemblés plusieurs bustes de l'époque romaine et un moulage en plâtre de la statue Hecate triformis figurée sur la tableau de Rubens et son fils Albert

Pièce hémisphérique
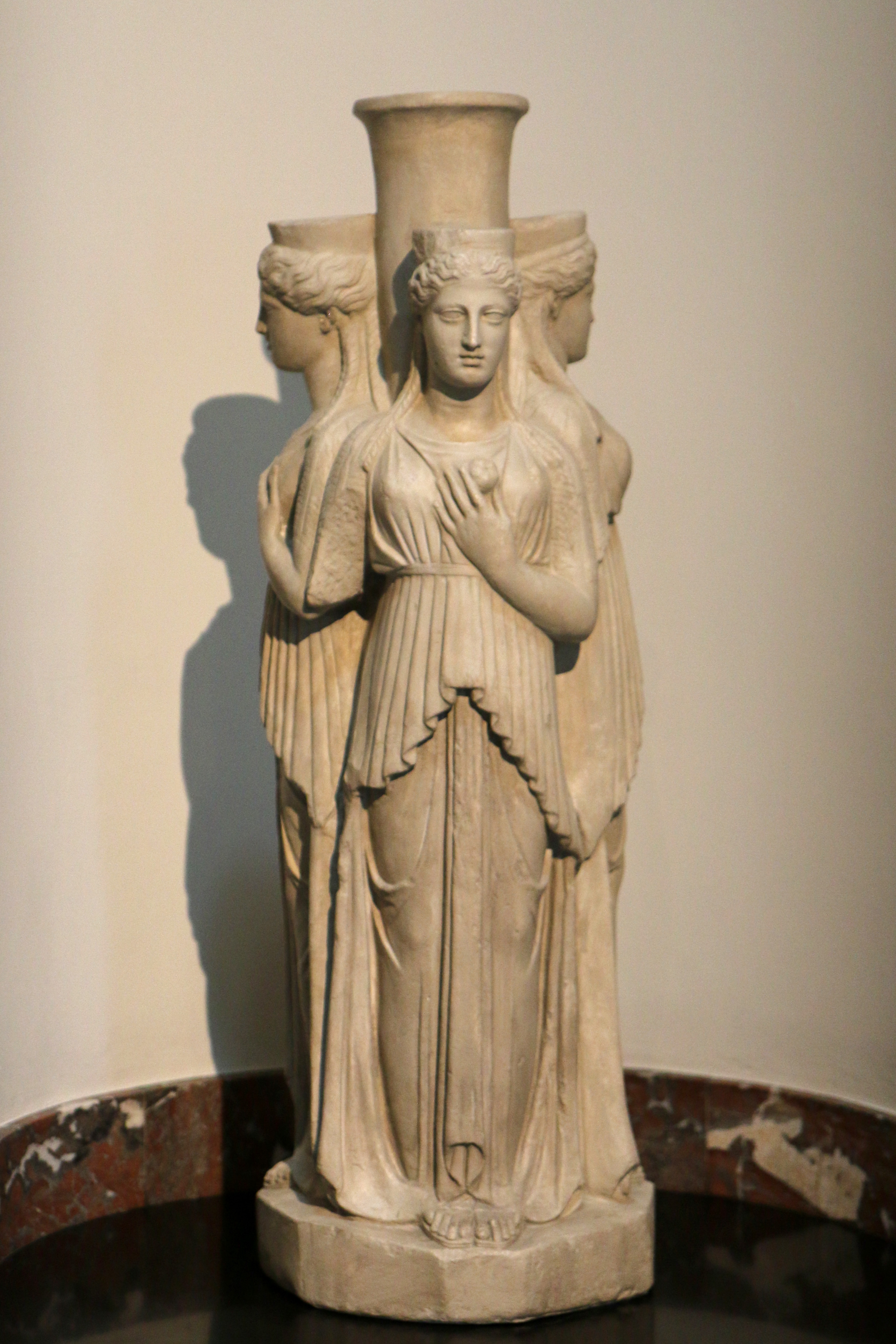
Hecate triformis
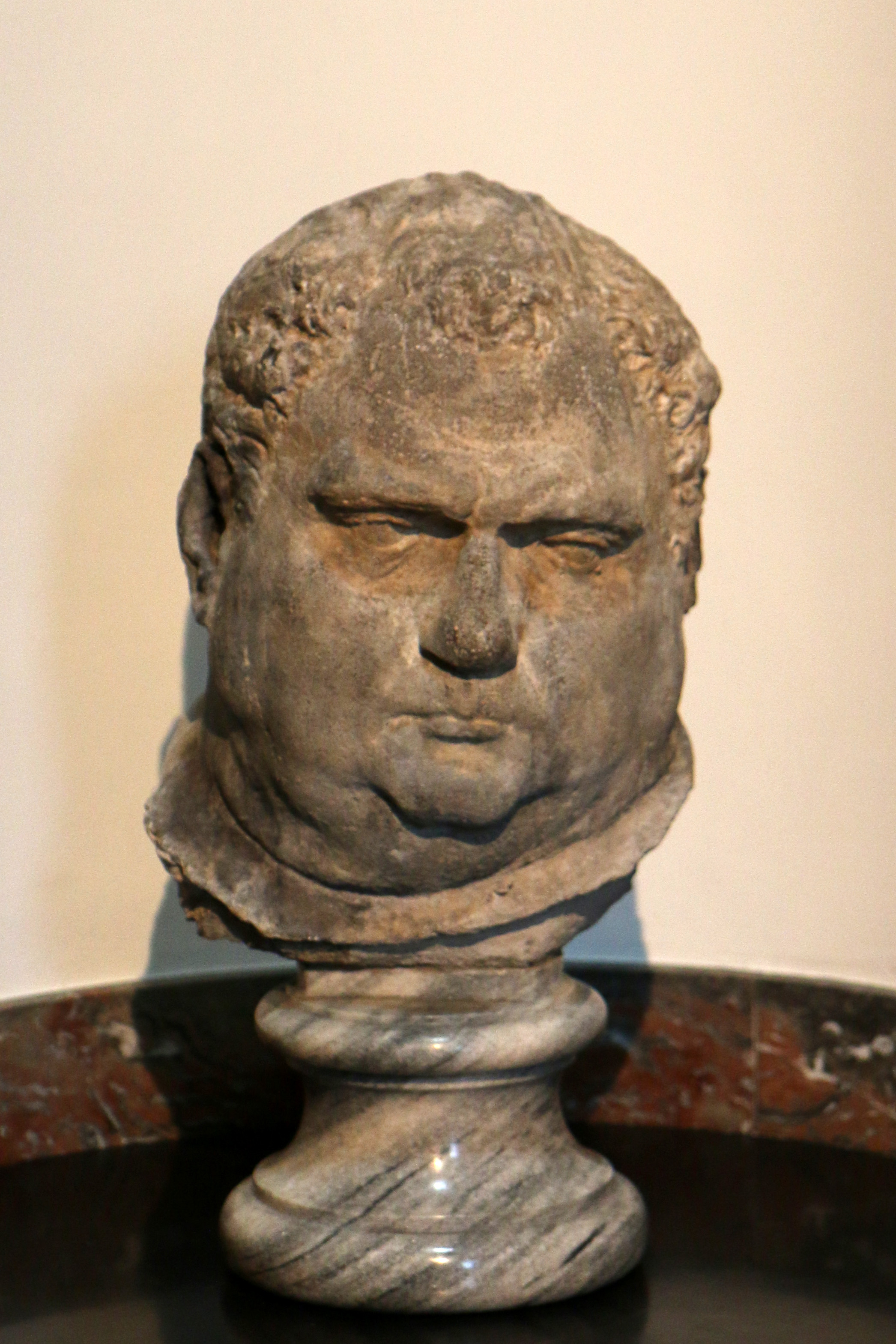
Vitellius
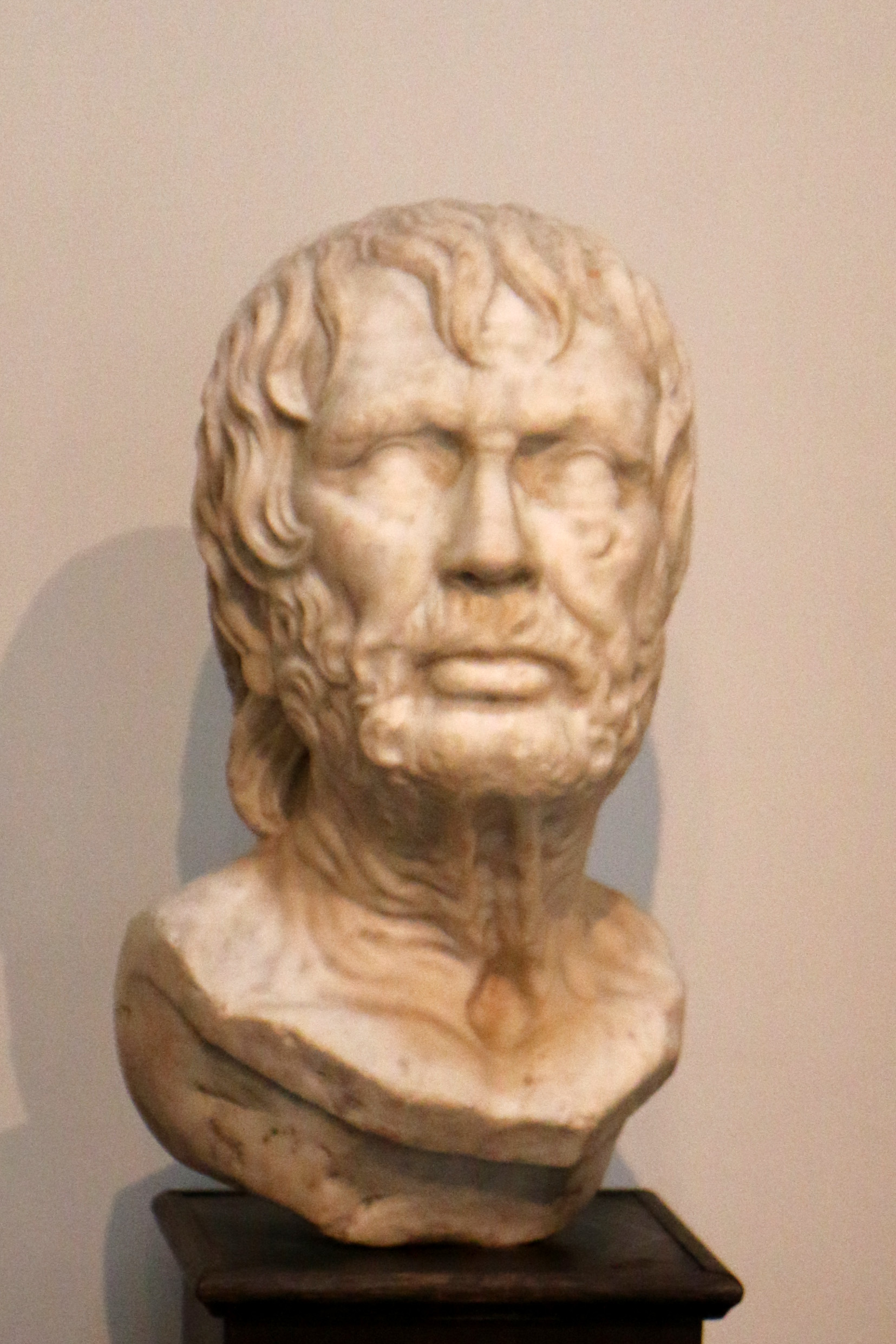
"Pseudo" Sénèque
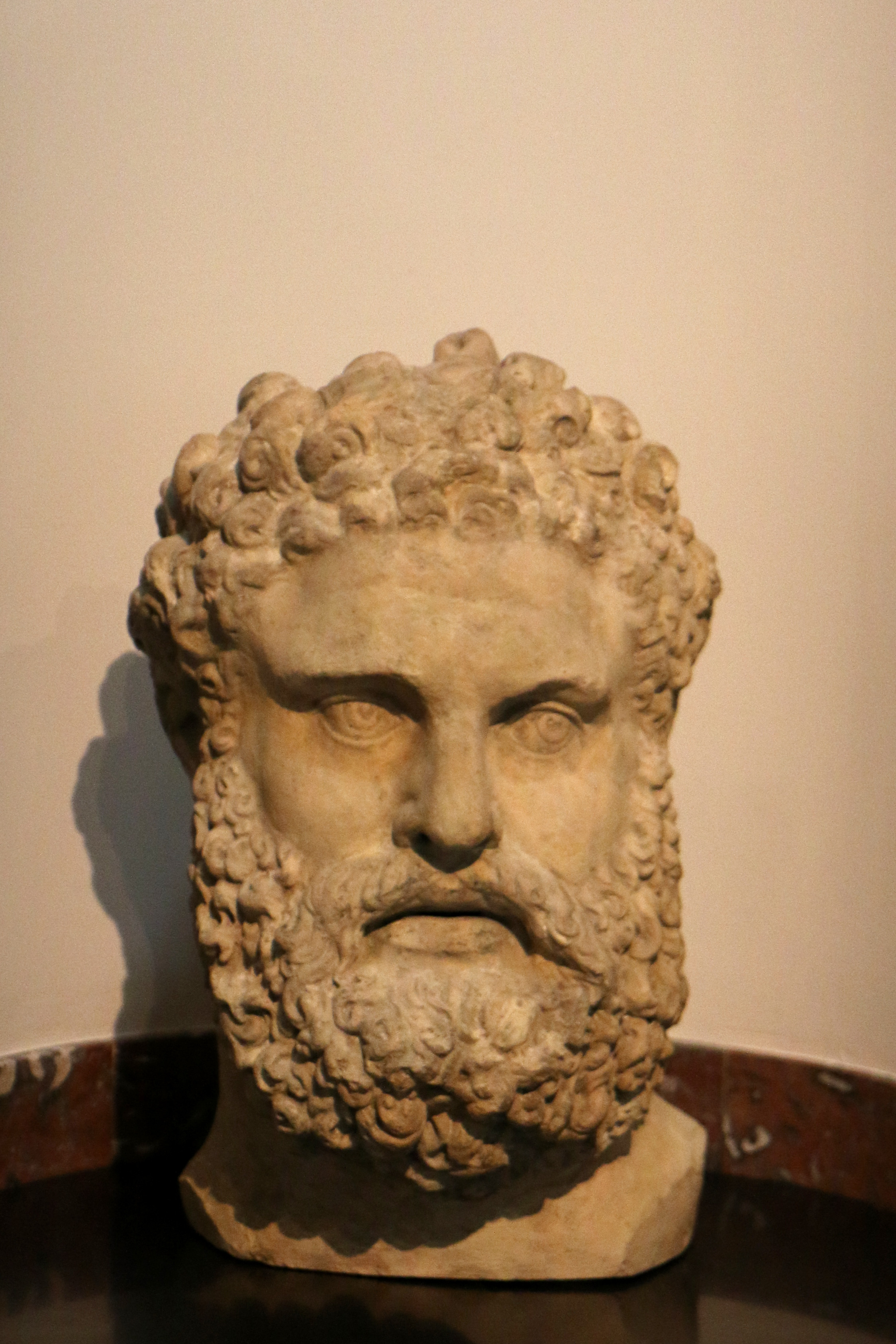
Hercule.

#### Grand atelier
Comme beaucoup de grands artistes de son temps Rubens avait plusieurs collaborateurs : Rubens exécutait les croquis préparatoires et retouchait les principales parties du tableau. L'ensemble de ces artistes formait l'atelier de Rubens. Dans cette grande pièce sont exposés plusieurs tableaux de Rubens ainsi que d'autres réalisés par plusieurs artistes de concert, ce qui montre que cette pratique était courante à cette époque. Les principaux tableaux exposés sont les suivants :
- Paysans en route pour le marché réalisé par Jan Boeckhorst un des derniers collaborateur de Rubens et Frans Snyders concitoyen et ami de Rubens. Le premier a peint les personnages, le paysage et le ciel nuageux tandis que le second s'est chargé des animaux, des légumes et des fruits. Un homme vigoureux porte un chevreuil sur ses épaules et tire une charrette aidé par deux chiens ; à ses côtés une femme porte un cygne et devant lui un petit garçon tient un héron et un panier de légumes ; enfin ouvrant la marche une femme avec sur la tête une corbeille pleine de fruits et à son bras un paniers d'artichauts[10].
- Le joueur de cornemuse par Jacob Jordaens[11].
- La fête de Saint-Martin par un élève de Maarten van Cleve, tableau retouché par Rubens[12].
- Deux chiens dans un garde-manger de Frans Snyders un des thèmes préférés de ce peintre. Ce tableau ainsi que celui de L'Annonciation de Rubens appartenait à Don Diego Messia, marquis de Leganés[13].

Grand atelier
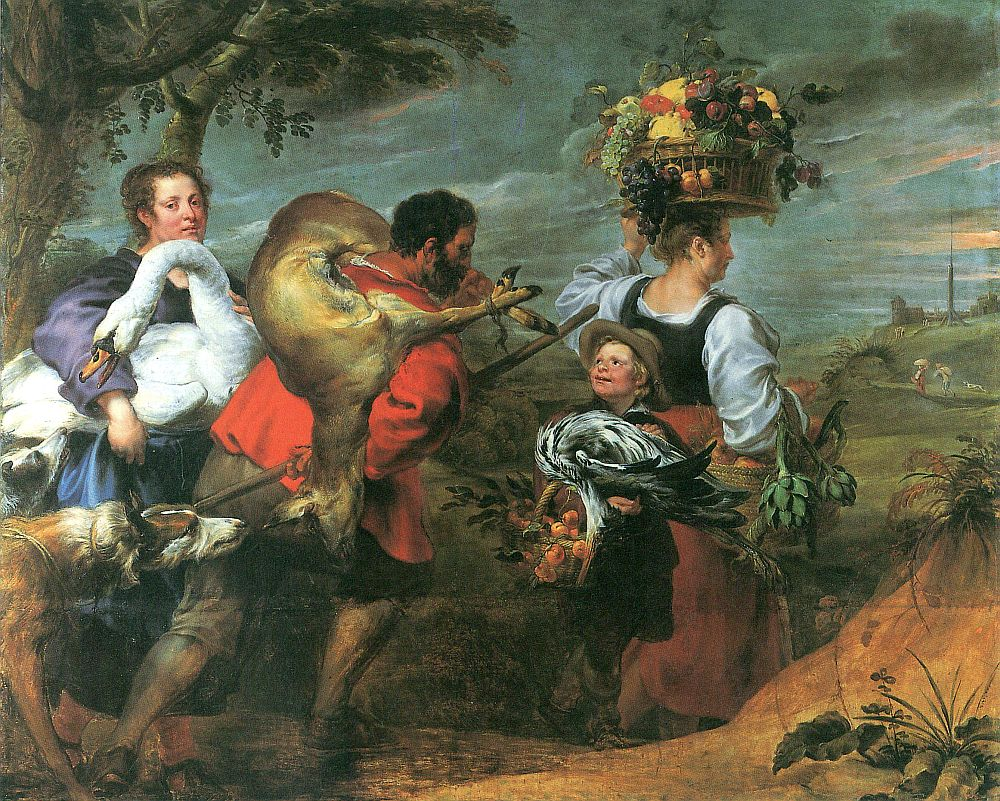
Paysans en route pour le marché Frans Snyders et Jan Boeckhorst
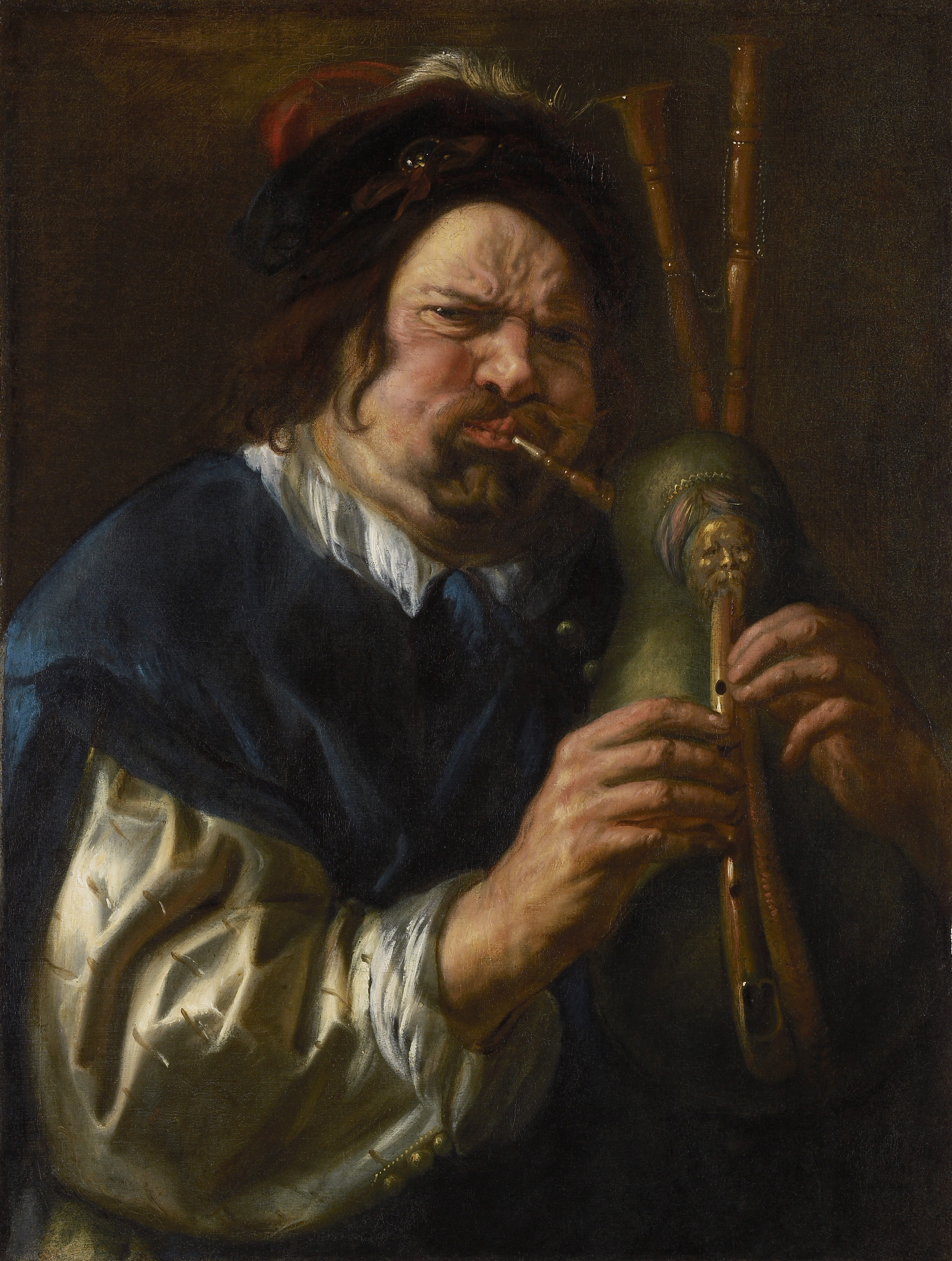
Joueur de cornemuse Jacob Jordaens
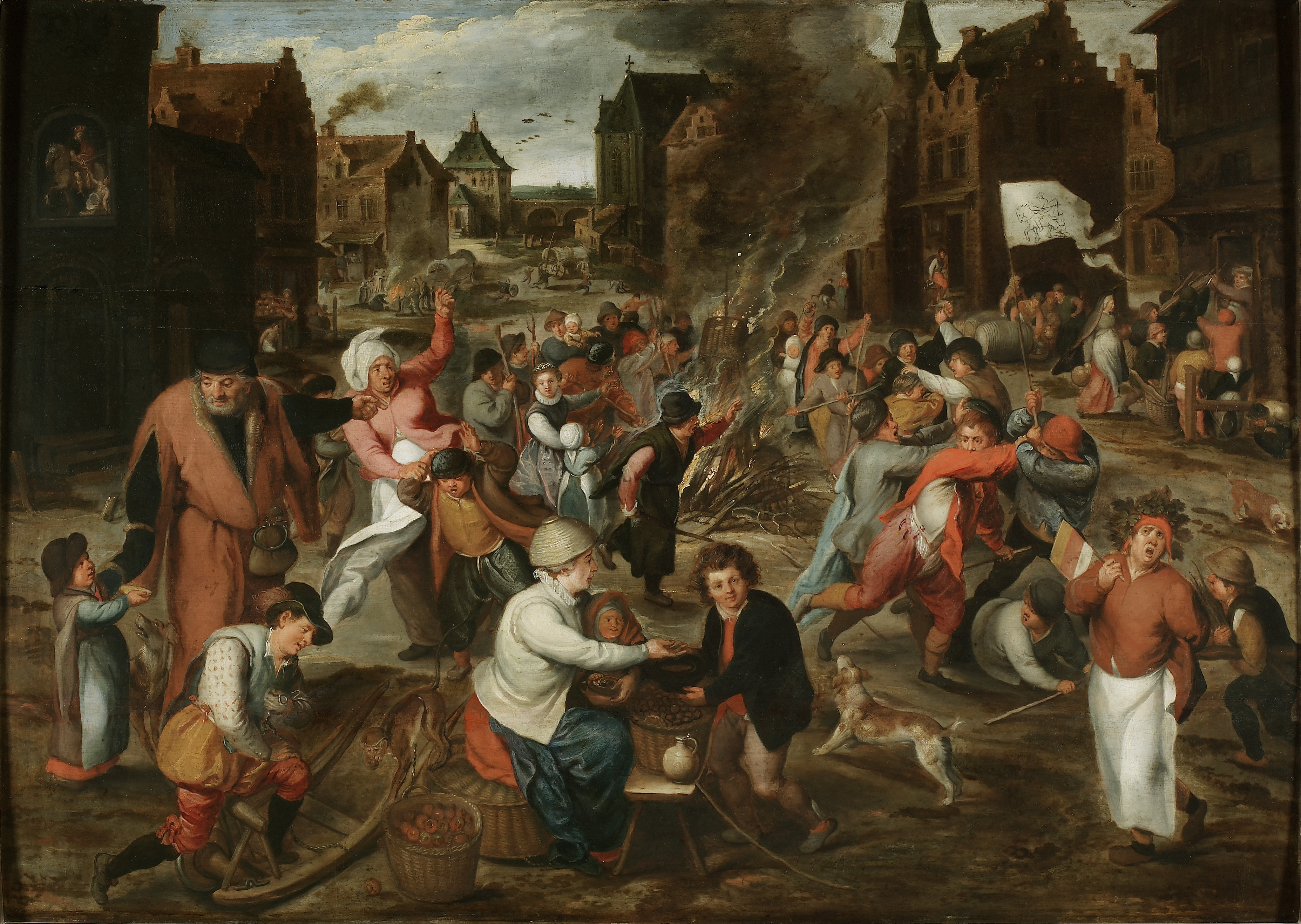
Fête de Saint Martin École de Marten van Cleve
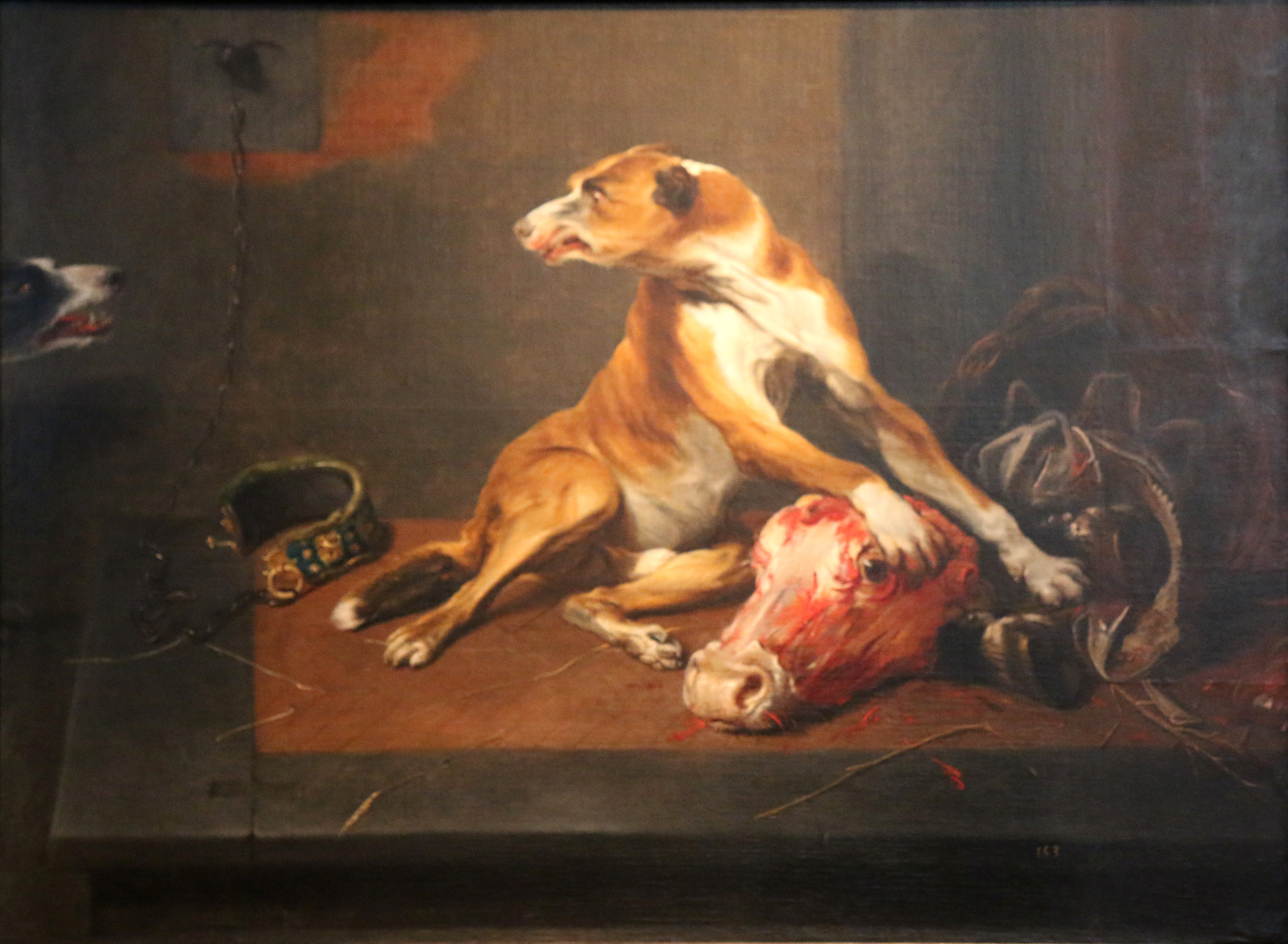
Deux chiens dans un garde-manger Frans Snyders

Rubens a peint lui-même les tableaux suivants :
- Saint Sébastien, avec au premier plan à gauche la cuirasse du centurion romain qui sera martyrisé[14].
- Adam et Éve, fait partie des tableaux assez rares peints avant son départ en Italie en 1600[15].
- L'Annonciation où la Vierge Marie est représentée dans son intimité avec en bas et à droite du tableau un chat et un panier d'osier contenant son matériel de Couture[16].
- La conversion de saint Paul où Paul est représenté tombant de cheval car il a été aveuglé par l'apparition du Christ.
- Henri IV à la bataille d'Ivry : ce tableau non entièrement achevé faisait partie d'une série de six toiles qui ne furent jamais achevées[17]
- Le christ en croix avec une position inhabituelle en Y du corps du Christ au lieu de la forme usuelle en T[18].

Grand atelier : Tableaux de Rubens
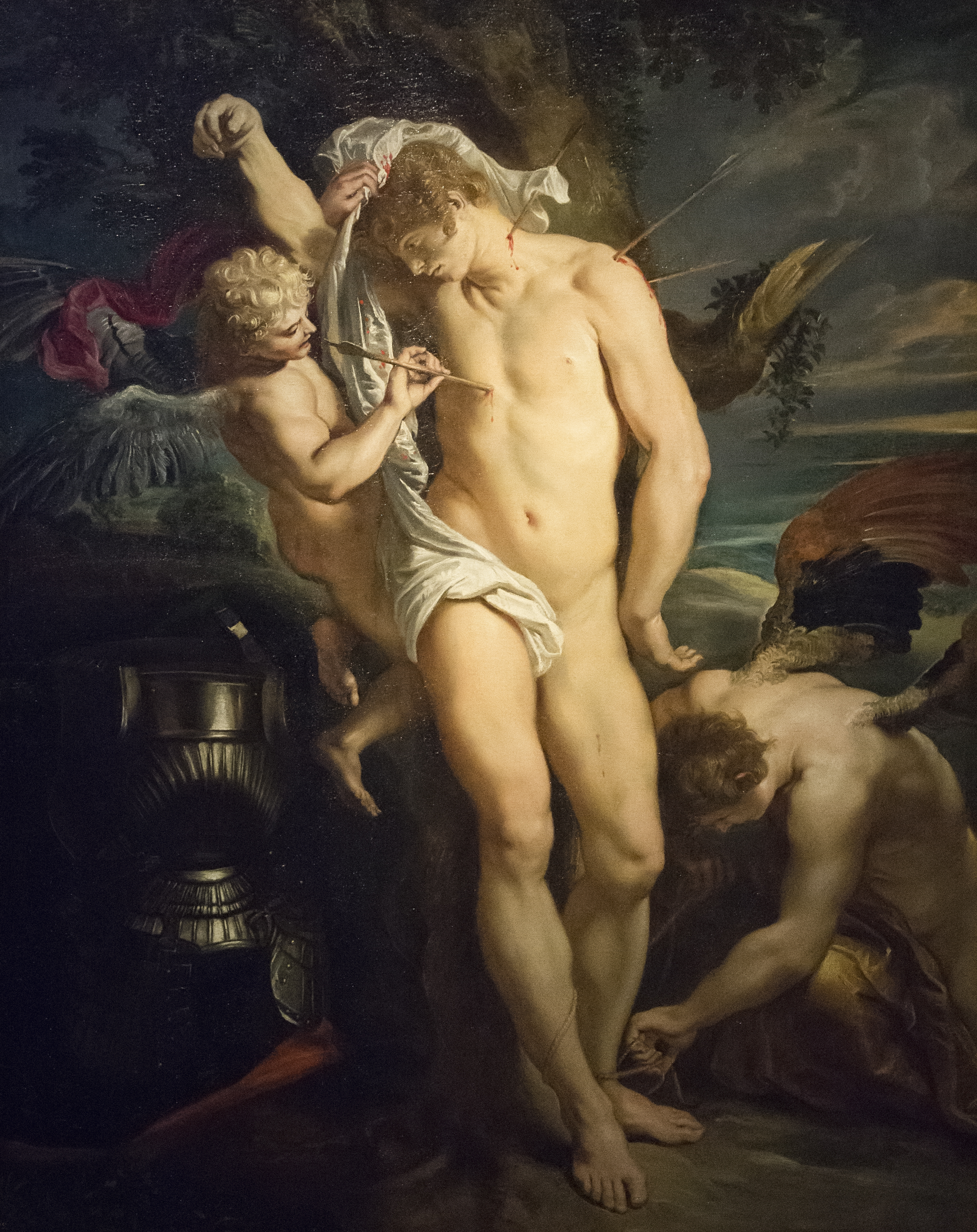
Saint Sébastien
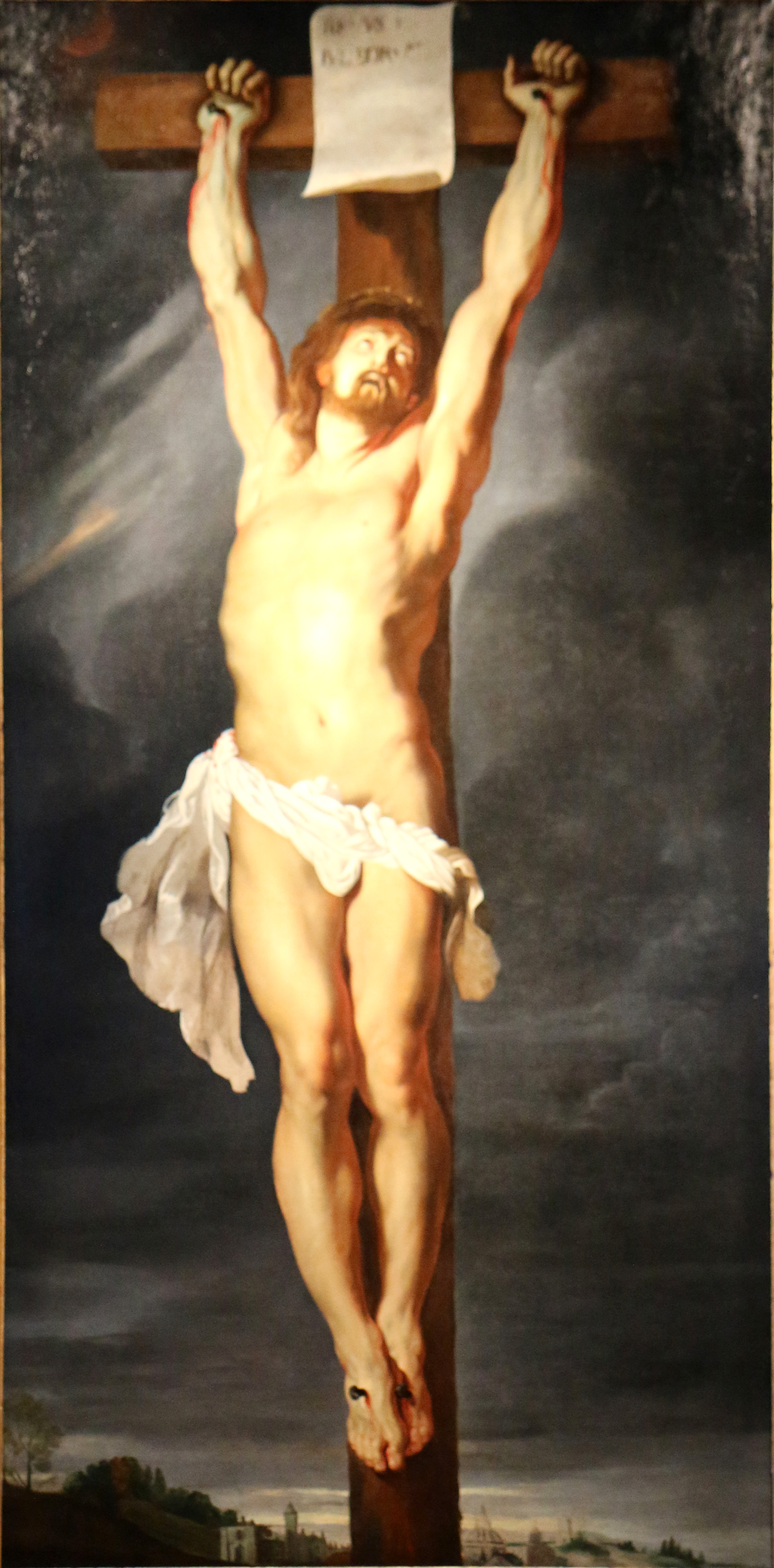
Christ en croix
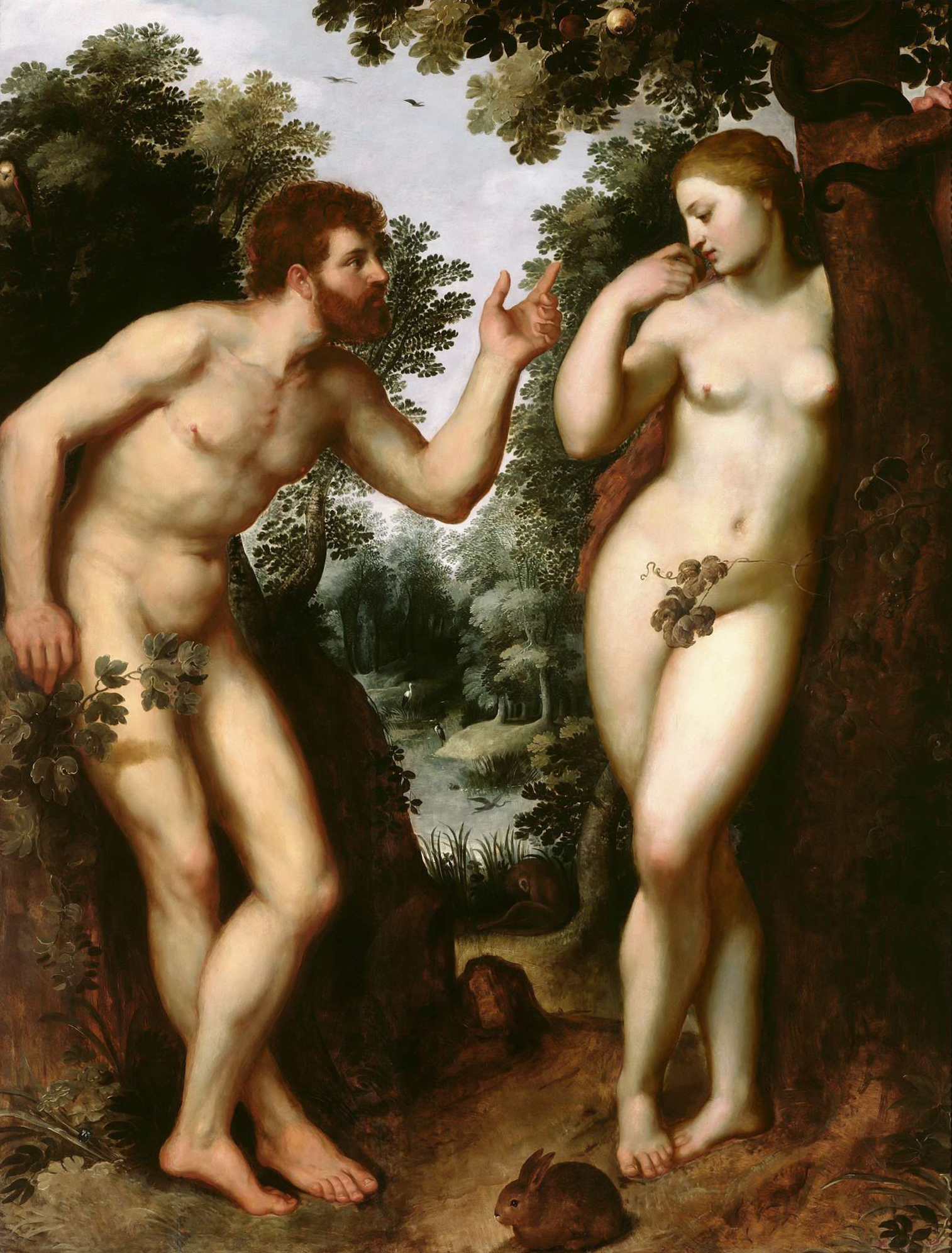
Adam et Eve
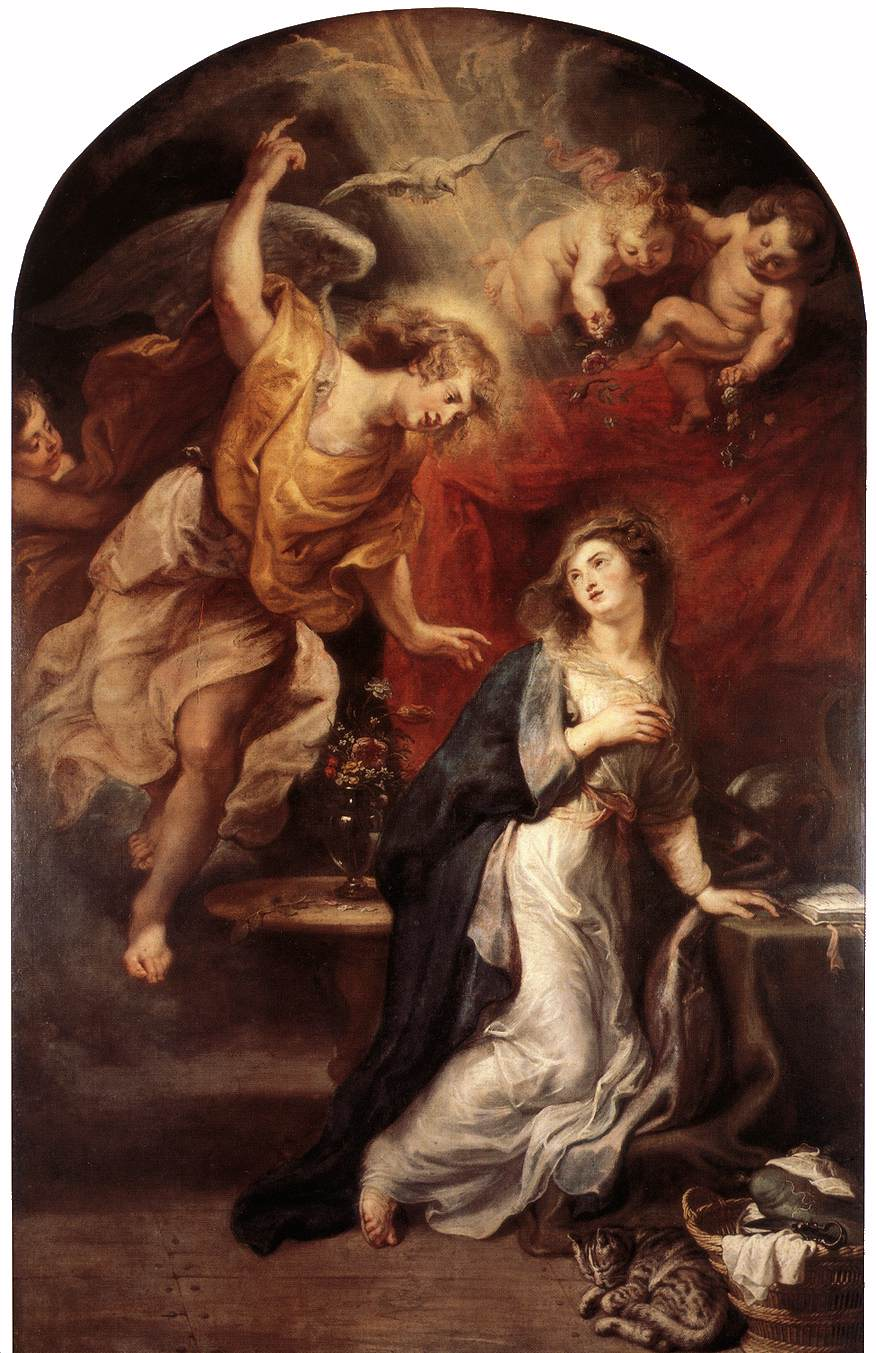
Annonciation
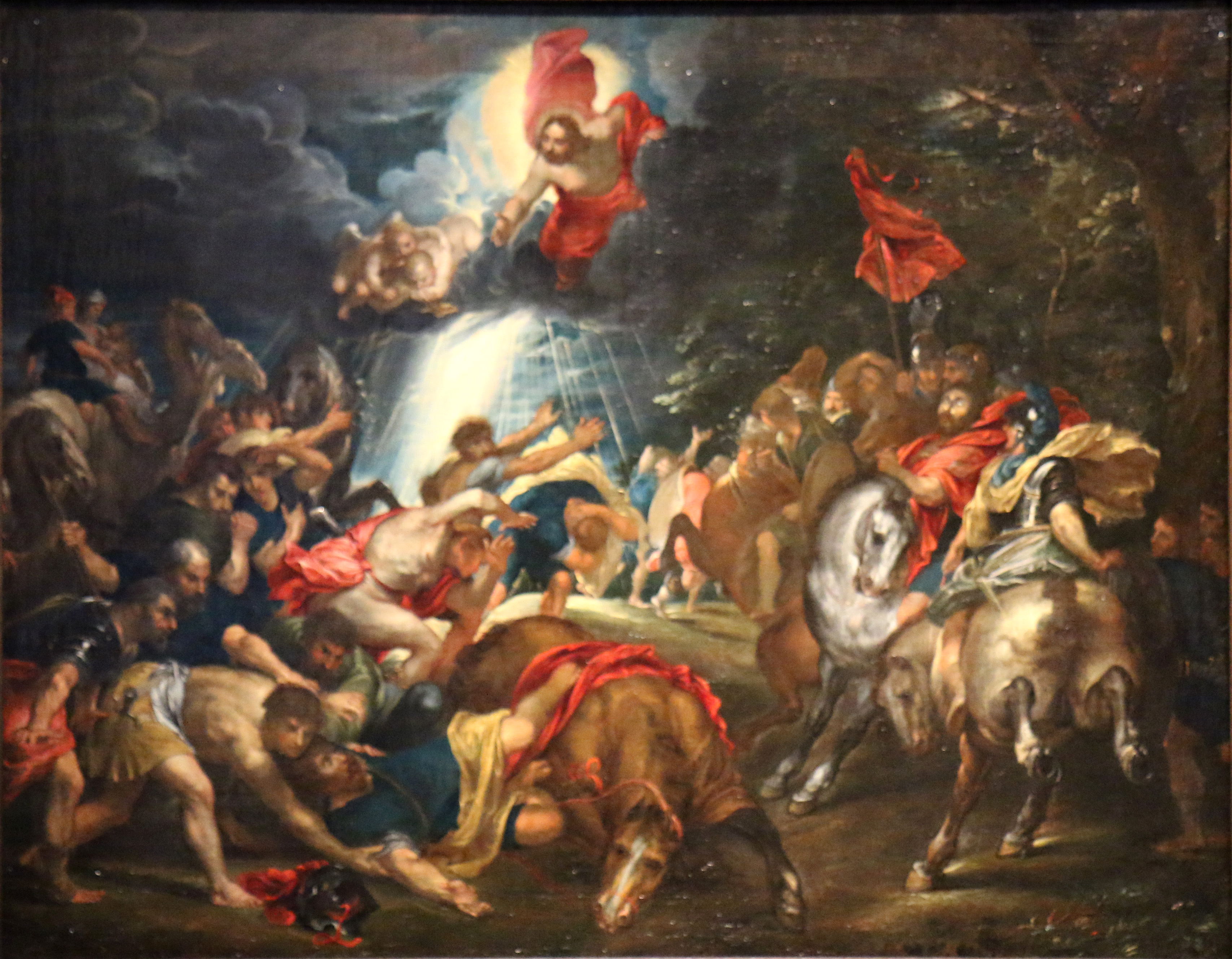
La conversion de saint Paul
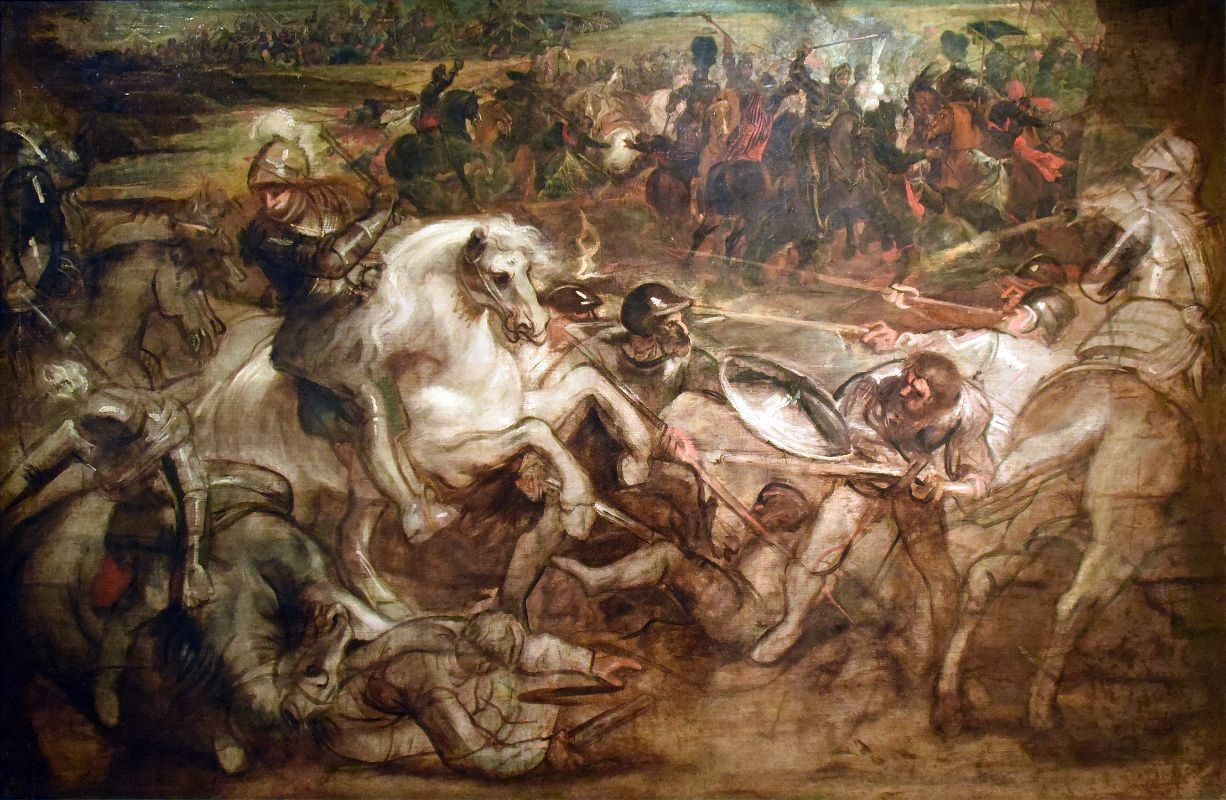
Henri IV à la bataille d'Ivry

### Premier étage

#### Grande chambre
Dans cette chambre est exposé un magnifique cabinet datant de la première moitié du XVIIe siècle réalisé en chêne recouvert de bois d'ébène. Il est constitué d'un coffre comportant plusieurs petits tiroirs, posé sur une console. L'intérieur des deux portes frontales, le couvercle du dessus ainsi que les compartiments de ce coffre sont décorés de scènes mythologiques empruntées aux Métamorphoses d'Ovide et peintes d'après des compositions de Rubens. Anvers était à cette période un centre réputé de fabrication de ce type de meuble qui servait à ranger documents, objets précieux, pièces de monnaie, etc.
Divers tableaux sont également exposés dont :
- Michiel Ophovius peint par l'atelier de Rubens. C'est le prieur du cloître Saint-Paul à Anvers représenté revêtu de l'habit de l'ordre des dominicains. Il sera plus tard évêque de Bois-le-Duc.
- Jan van Malderen d'Antoine van Dyck et atelier de van Dyck : l'évêque anversois est représenté assis dans un fauteuil et tenant dans sa main un livre qu'il vient de fermer.
- Nature morte avec un lièvre, une tazza de raisins et un homard par Frans Snyders.

Grande chambre
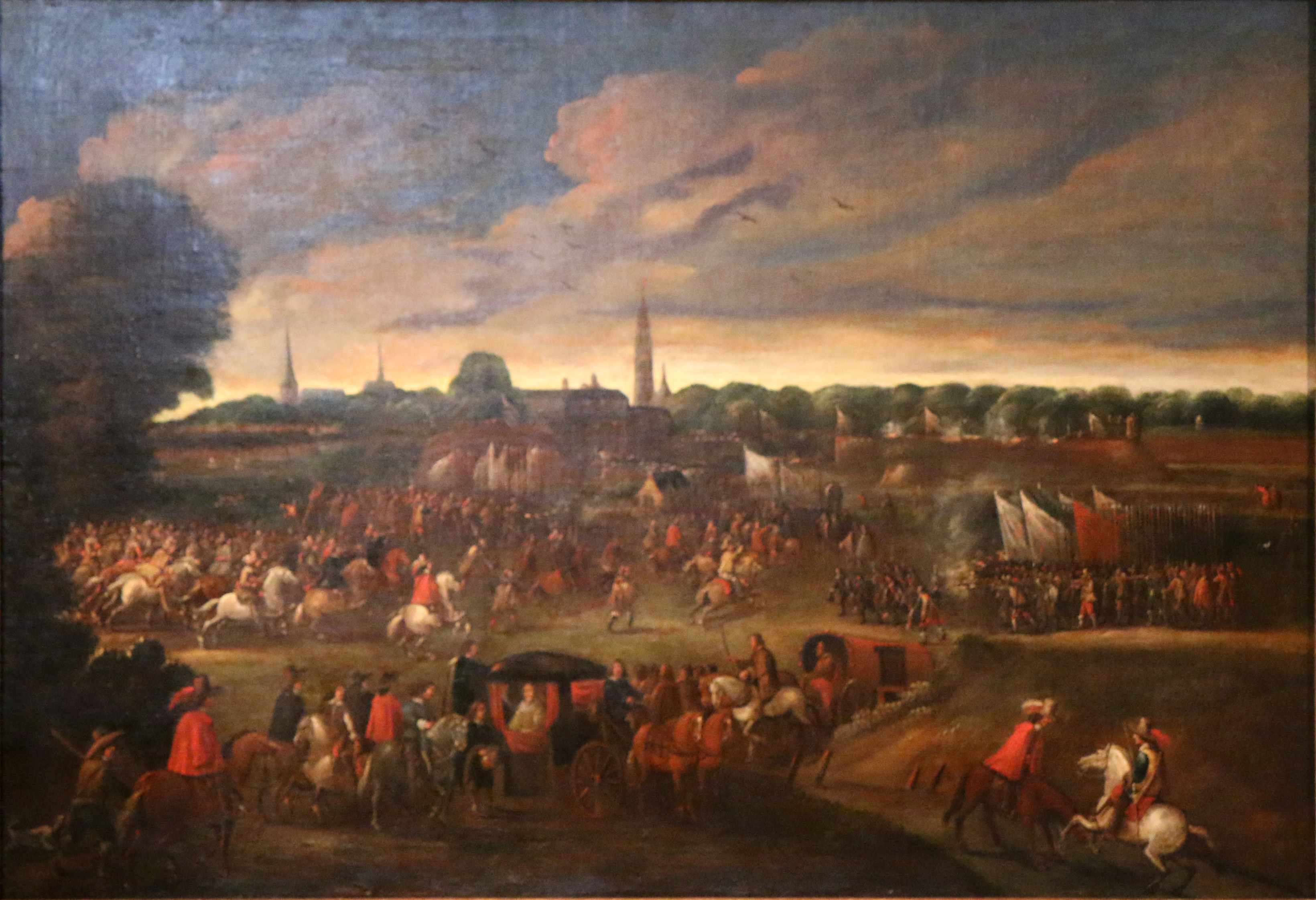
Entrée du prince cardinal Ferdinand à Anvers Cornelis de Wael
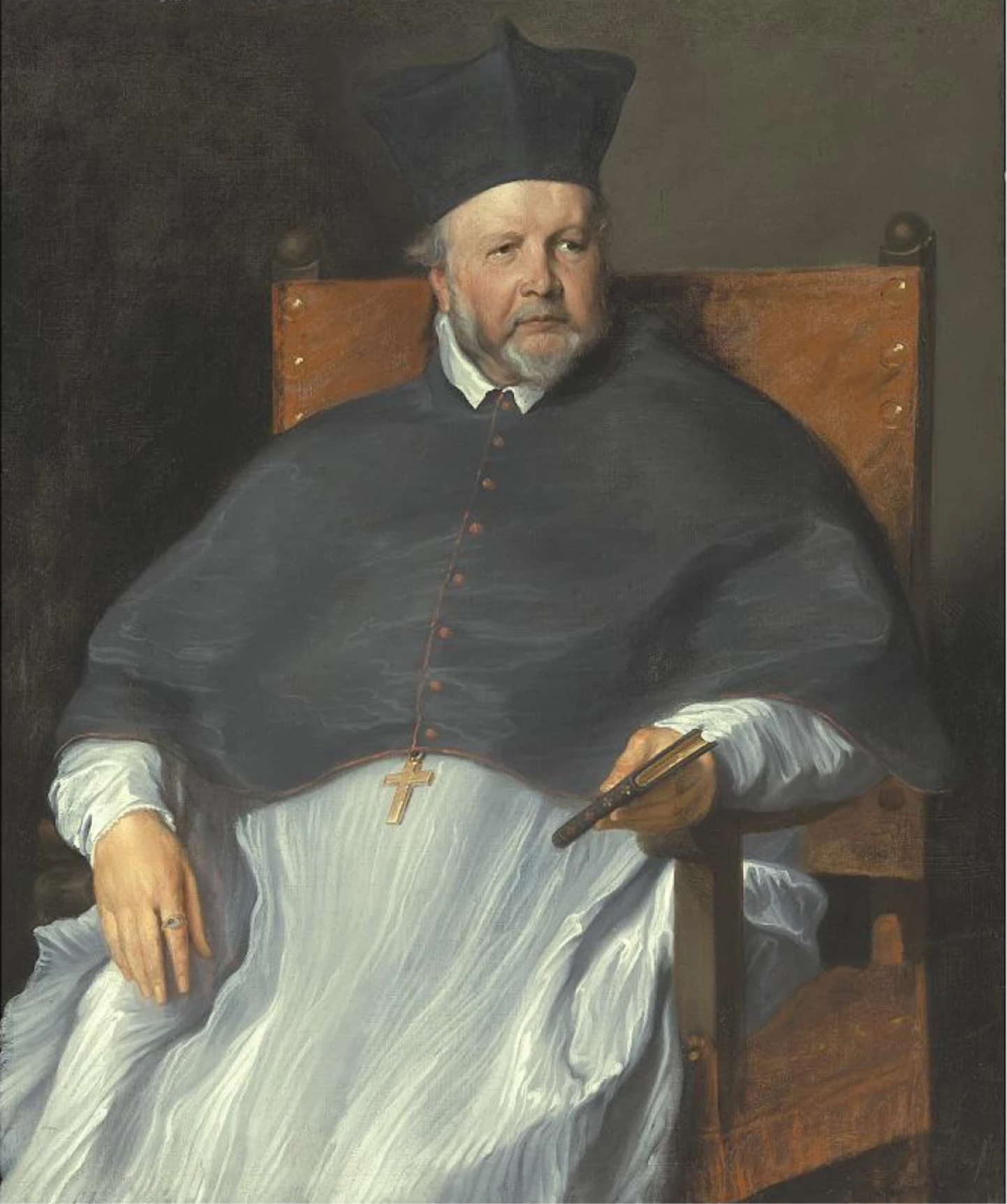
Jan van Malderen Antoine van Dyck et atelier de van Dyck
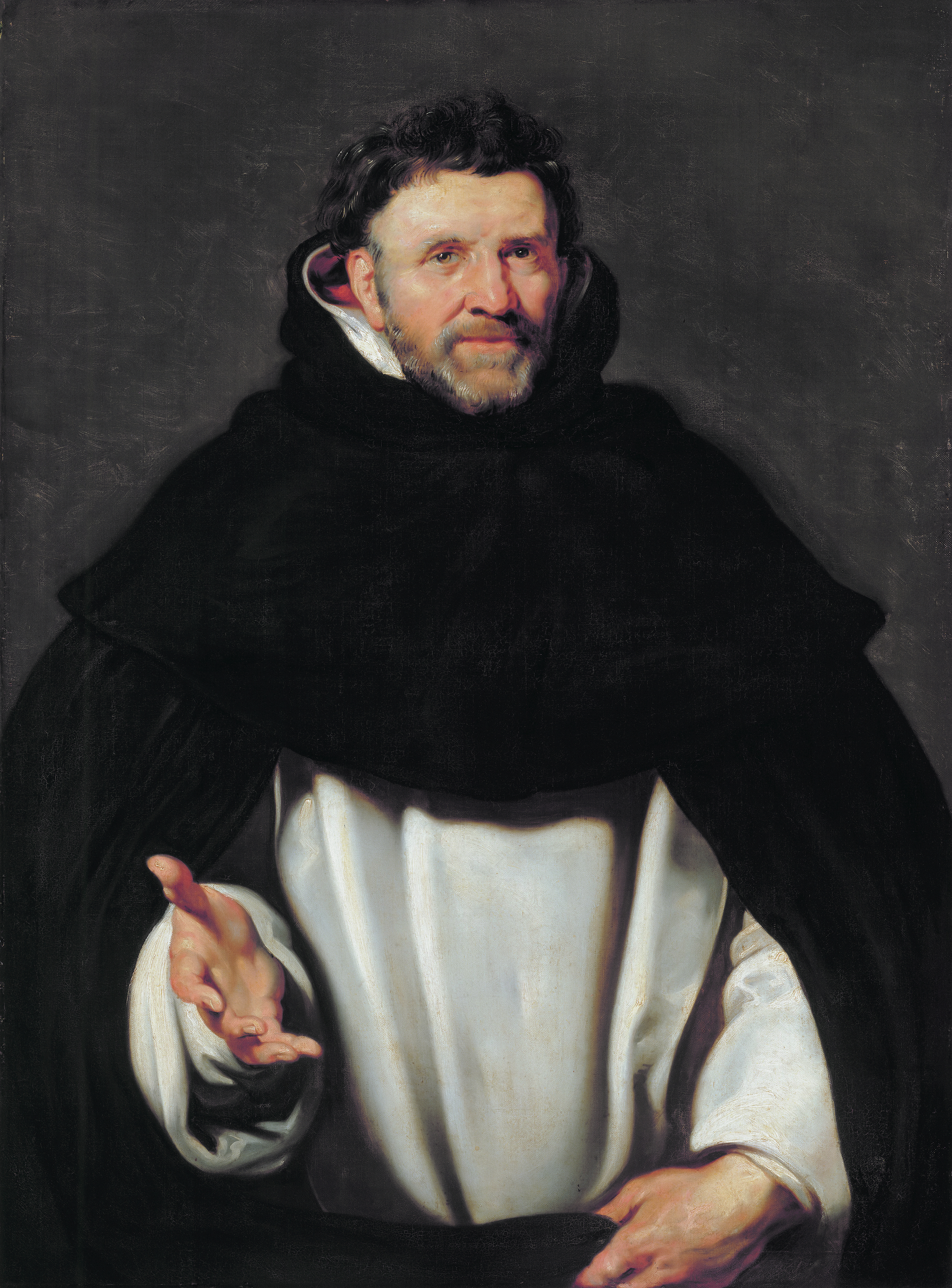
Michiel Ophovius Atelier de Rubens
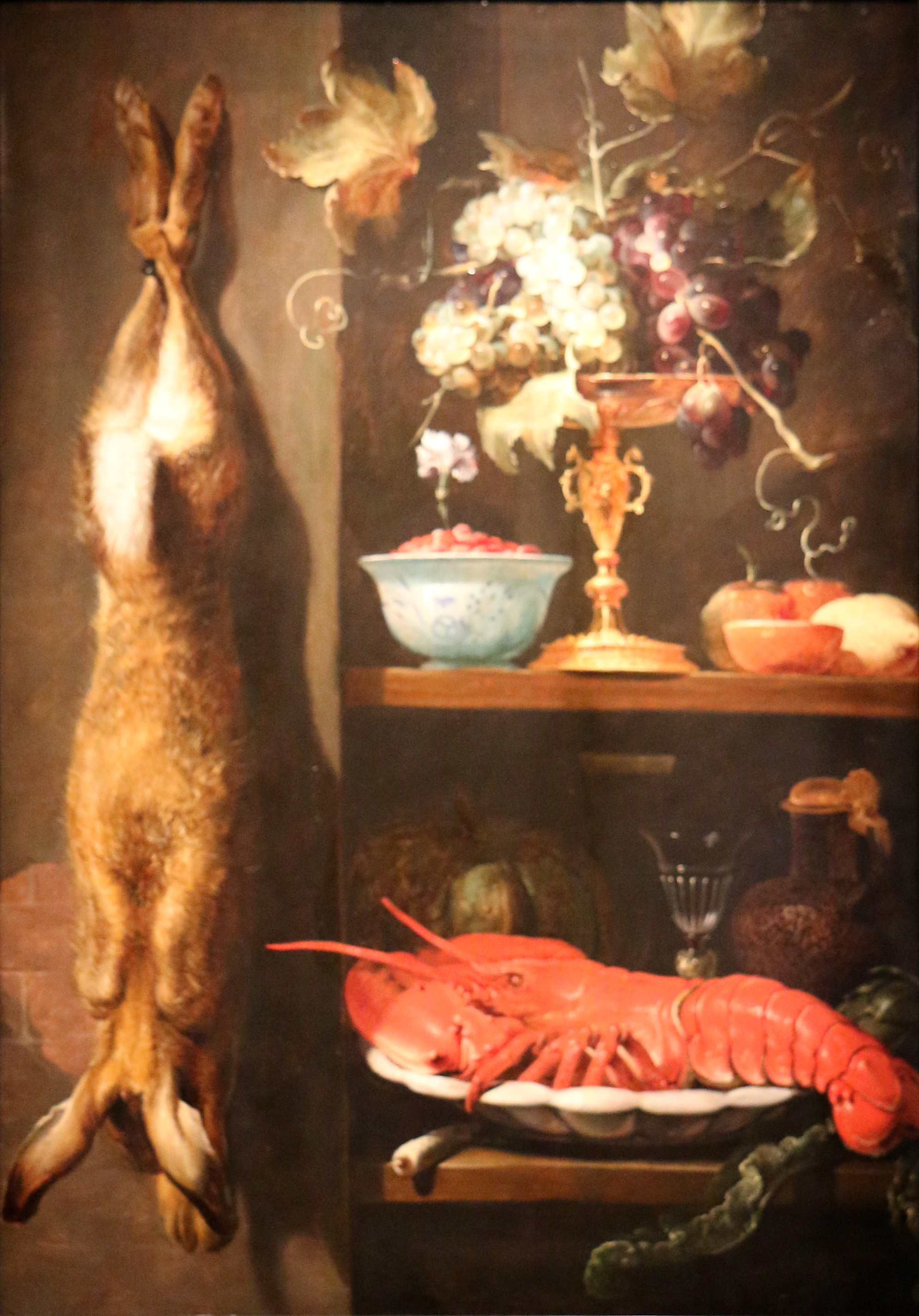
Nature morte avec un lièvre, une tazza de raisins et un homard Frans Snyders

#### Petite chambre
Dans cette pièce se trouve un lit à baldaquin en chêne datant du XVIIe siècle avec des rideaux destinés à protéger les occupants du froid. Le lit est court car à l'époque on dormait à moitié assis, position qui était considérée plus saine pour la digestion et la circulation sanguine.
Trois tableaux sont exposés dans cette Chambre :
- Moïse et son épouse Séphora l'Éthiopienne par Jacob Jordaens : Moïse est représenté tenant dans ses mains les tables de la loi avec derrière lui une femme noire, son épouse.
- Jean Baptiste également par Jacob Jordaens : comme il en avait l'habitude l'artiste se servit d'un modèle vivant, sans doute quelqu'un de son entourage, pour représenter Jean-Baptiste. On peut remarquer les mains brûlées par le soleil contrastant avec la blancheur de la peau du torse[19].
- Jeune garçon sur son lit de mort par Mattijs van den Bergh : le petit garçon tient dans sa main gauche une fleur en bouton, symbole d'une mort prématurée. Rubens avait connu la douleur de perdre un enfant, sa fille Clara Serena étant morte en 1623 à l'âge de douze ans[20].

Petite chambre
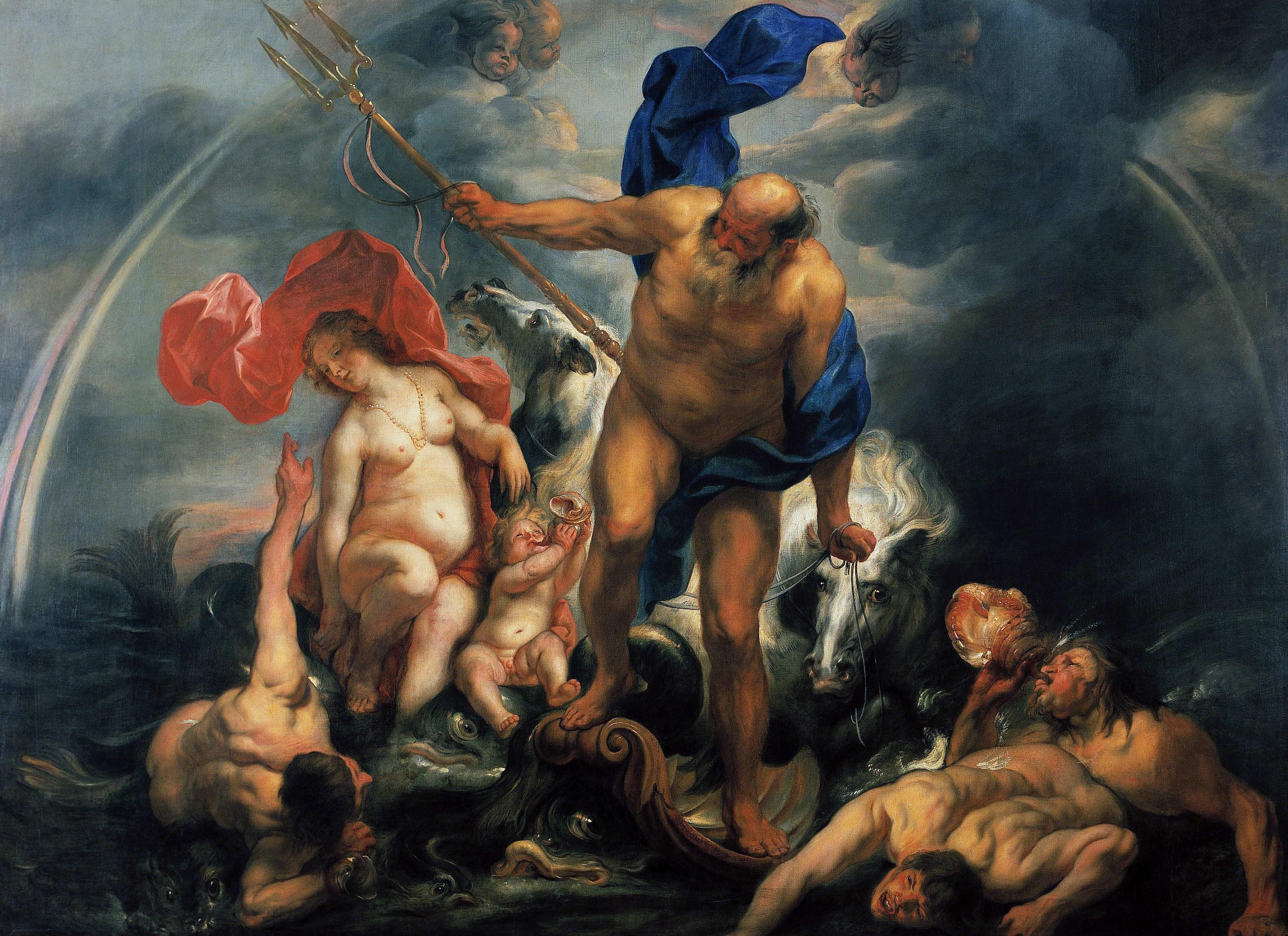
Moïse et son épouse Séphora l'Éthiopienne Jacob Jordaens
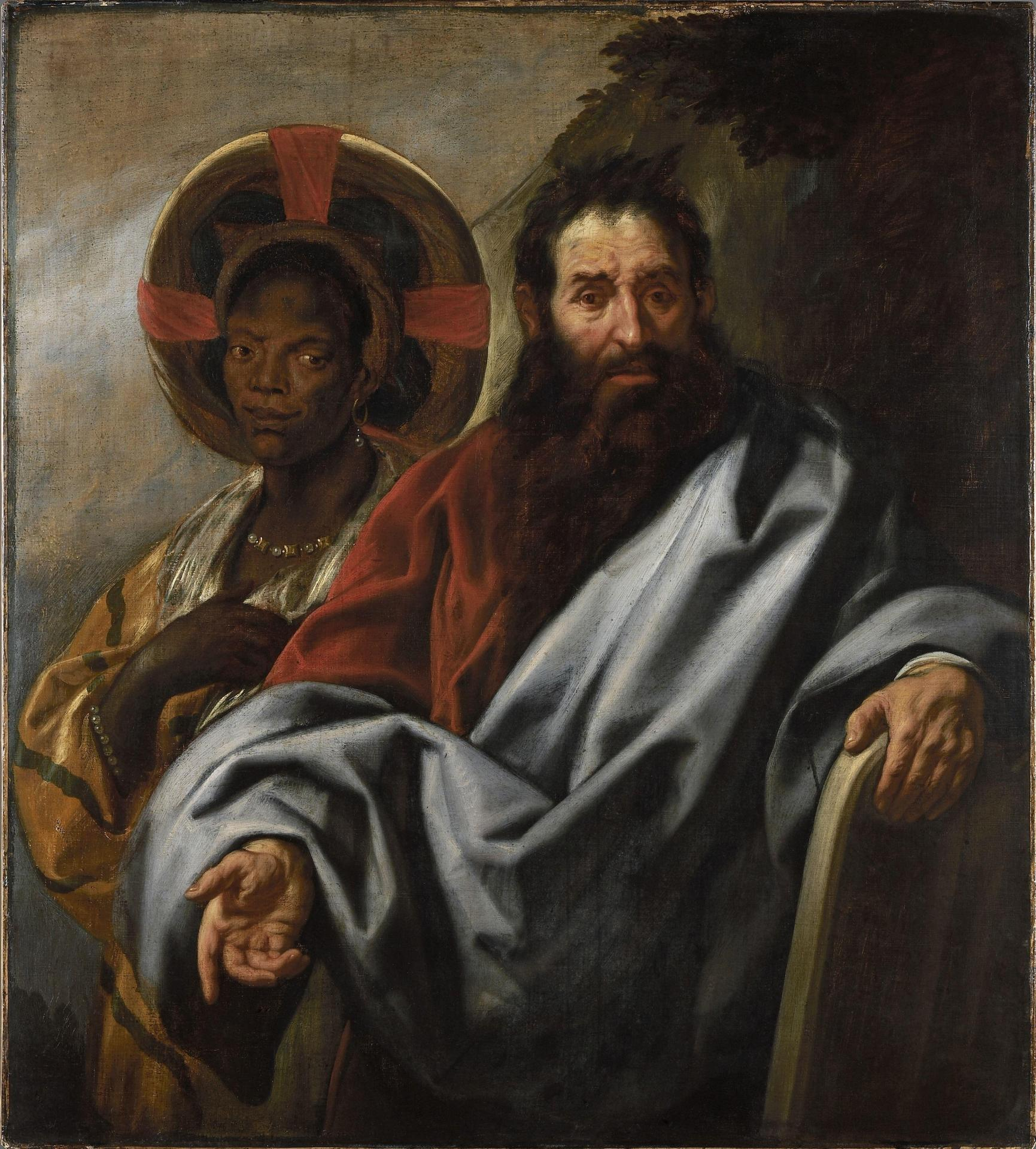
Moïse et son épouse Séphora l'Éthiopienne Jacob Jordaens
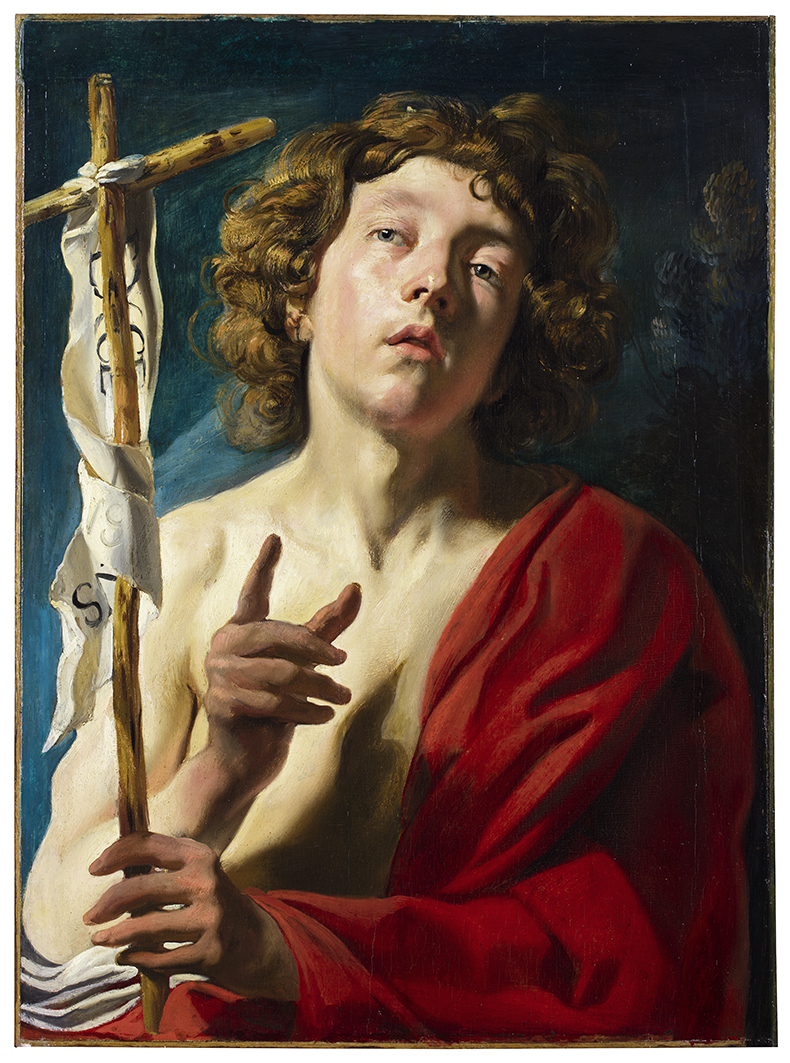
Jean-Baptiste Jacob Jordaens
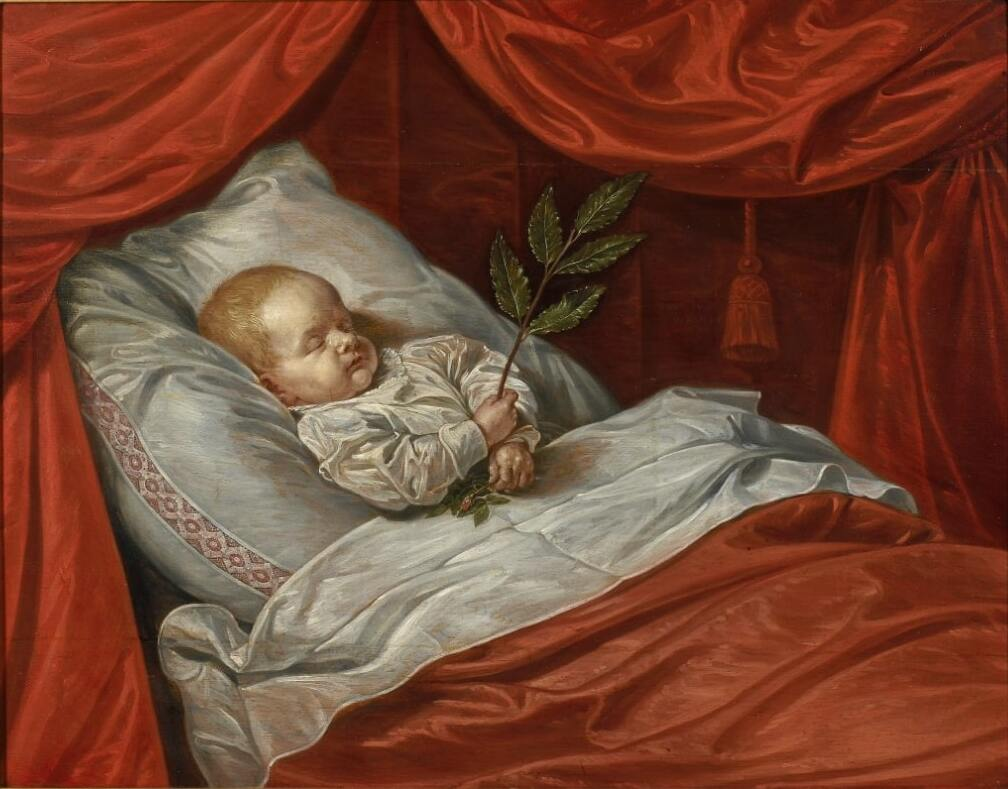
Jeune garçon sur son lit de mort Matthijs van den Bergh

#### Lingerie
Dans cette pièce est exposée une armoire en chêne surmontée d'une curieuse presse à linge.

#### Chambre d'angle
Dans cette pièce sont exposés les tableaux suivants :
- Le rapprochement entre les Romains et les Sabins par Justus van Egmont qui a travaillé dans l'atelier de Rubens. Il s'agit d'une esquisse[21].

Chambre d'angle
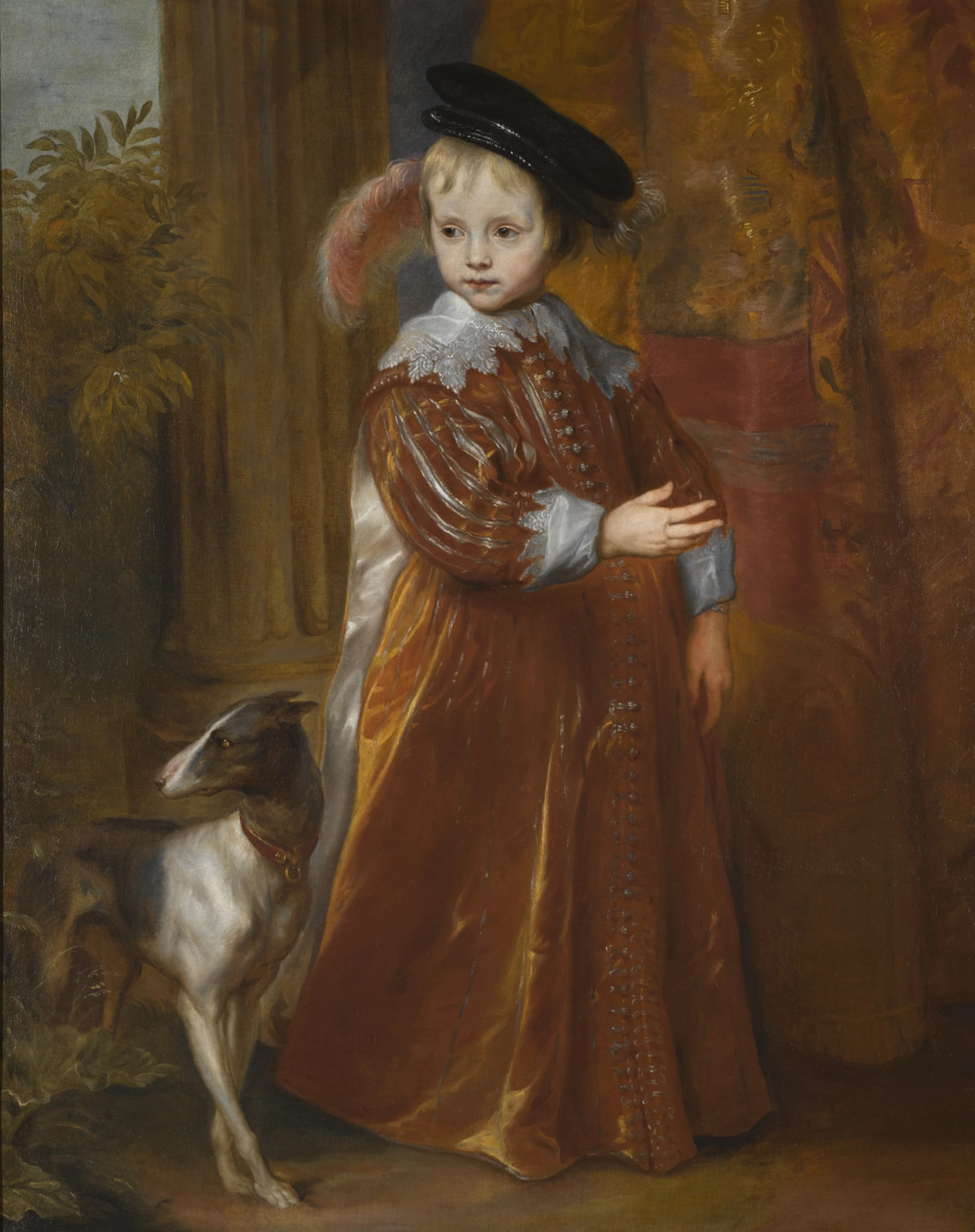
Guillaume II prince d'Orange Antoine van Dyck
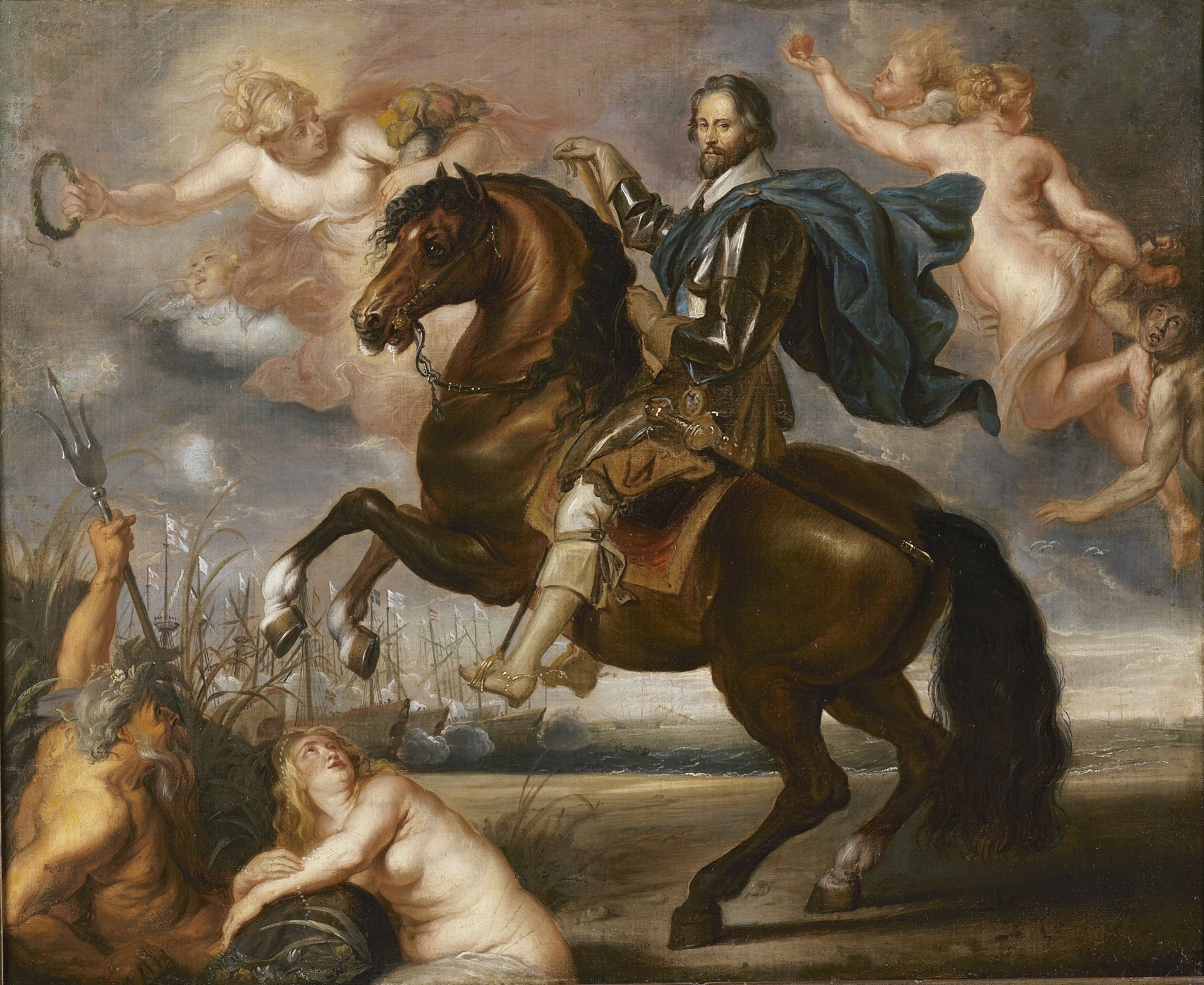
Triomphe du duc de Buckingham D'après Rubens
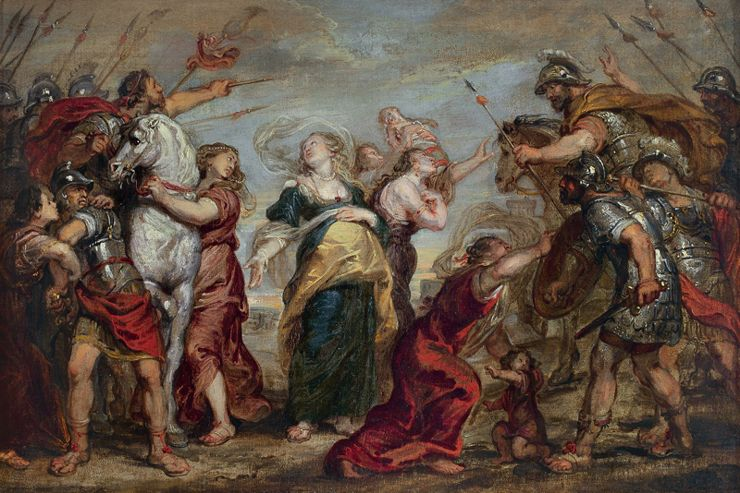
Rapprochement entre les Romains et les Sabins Justus van Egmont

#### Salon
En entrant dans cette salle on aperçoit plusieurs tableaux dont les œuvres suivantes :
- Portrait des grands-parents paternels de Rubens à Savoir Bartholomeus Rubens et Barbara Arents par le peintre Jacob van Utrecht : Bartholomeus Rubens était herboriste à Anvers, c'est pour cela qu'il tient dans sa main gauche deux morceaux de gomme arabique. Son épouse Barbara Arents descend d'une famille de grands fonctionnaires et de juristes ; elle tient dans sa main gauche un chapelet et dans sa main droite deux violettes pour matérialiser sa piété et sa vertu. Ils eurent un fils unique, Jan, qui sera le père de Rubens[22].
- La bataille de Blokkersdijk en 1605 par Bonaventura Peeters

Salon
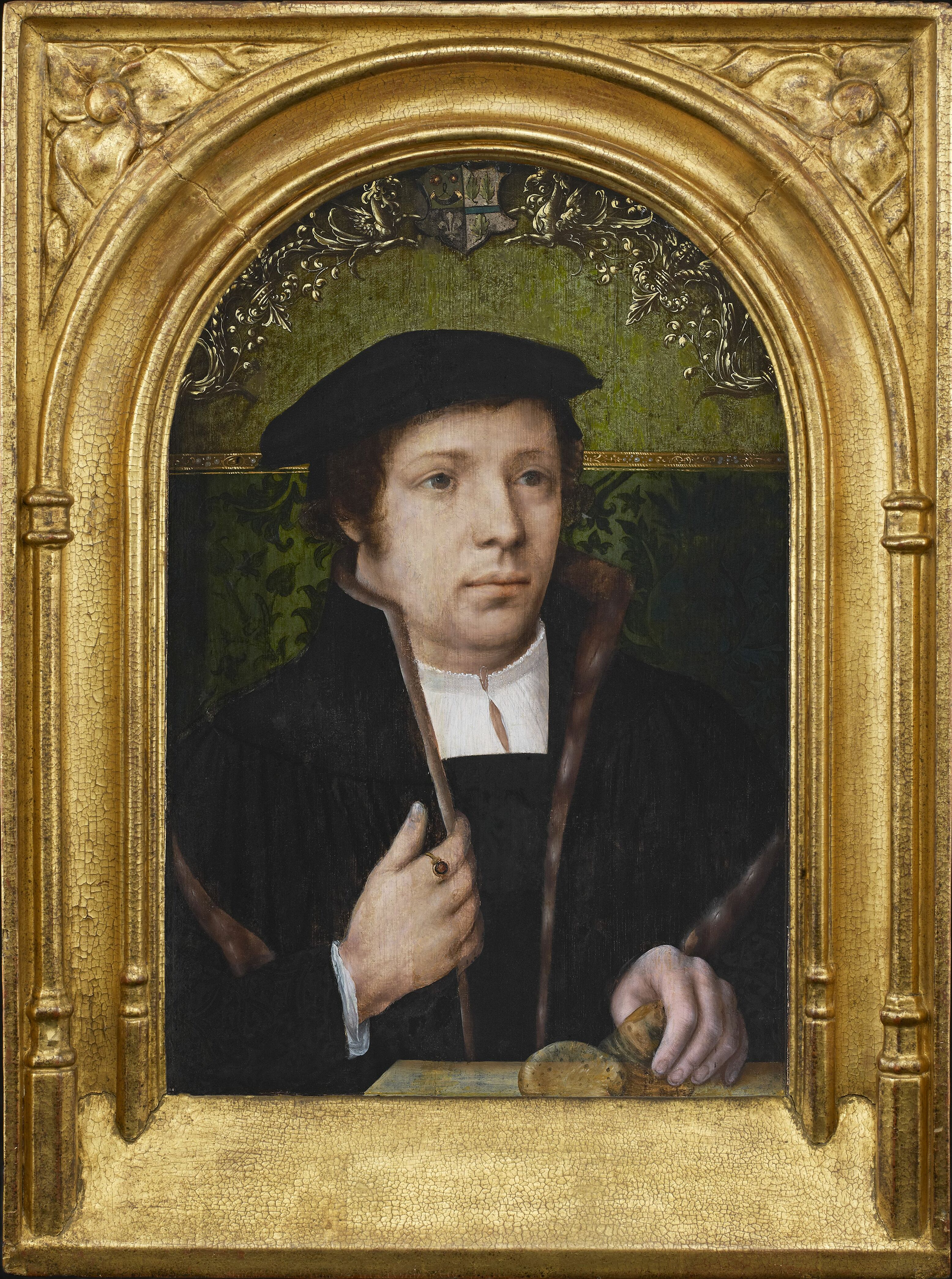
Bartholomeus Rubens Jacob van Utrecht
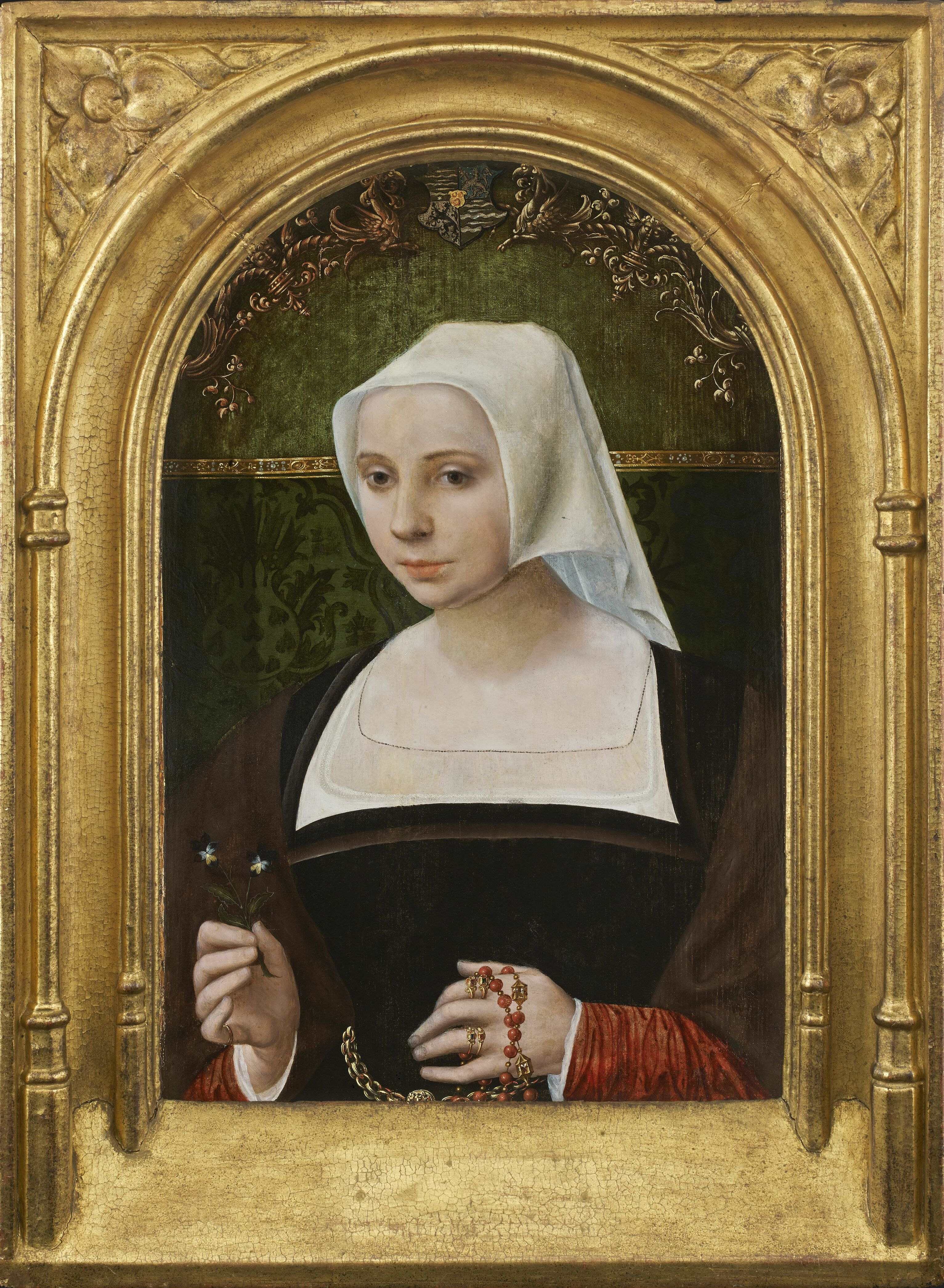
Barbara Arents Jacob van Utrecht
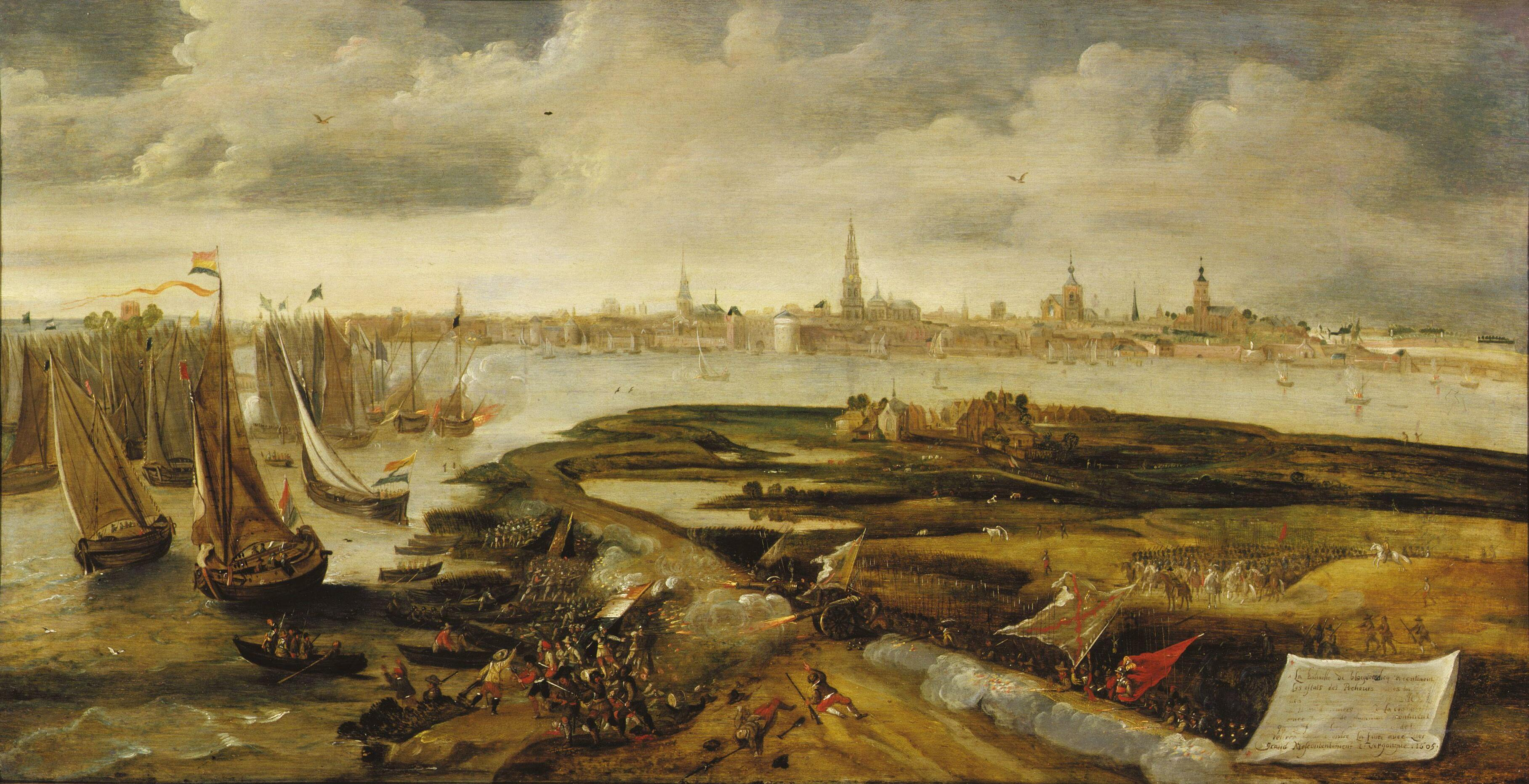
Bataille de Blokkersdijk Bonaventura Peeters

## Lieu de tournage
Une équipe de l'émission Secrets d'Histoire a tourné plusieurs séquences au musée dans le cadre d'un numéro consacré à Marie de Médicis, intitulé Marie de Médicis ou l'obsession du pouvoir, diffusé le 19 juillet 2018 sur France 2.